# Wirtschaft Deutschlands
Die Wirtschaft Deutschlands ist hinsichtlich des Bruttoinlandsprodukts die größte Volkswirtschaft Europas und die drittgrößte Volkswirtschaft weltweit. Beim Bruttoinlandsprodukt pro Kopf lag Deutschland 2021 in US-Dollar in Europa an 13. und weltweit an 15. Stelle. Laut Angaben des globalen Wettbewerbsfähigkeitindex des Weltwirtschaftsforums rangiert Deutschland 2019 auf Platz 7 (von 141 Staaten) der wettbewerbsfähigsten Länder der Welt. Im Index für wirtschaftliche Freiheit belegt Deutschland 2021 Platz 29 von 180 Ländern.
Deutschland ist eine Dienstleistungsgesellschaft (69 %) mit einem im Verhältnis zu anderen führenden Volkswirtschaften relativ starken industriellen Sektor (24 %) (Liste). Als weltweit konkurrenzfähigste industrielle Wirtschaftsbranchen gelten die Automobil-, Nutzfahrzeug-, Elektrotechnische, Maschinenbau- und Chemieindustrie. Im Dienstleistungsbereich entfielen 2016 55 % der Exporte auf die EDV-, IT- und Kommunikationsbranche. Unternehmenssoftware und Versicherungswirtschaft (insbesondere Rückversicherungen) gelten als international bedeutend. Der Abbau von Rohstoffen fällt volkswirtschaftlich kaum ins Gewicht. Der Großteil des deutschen Außenhandels erfolgt mit anderen Industrieländern und erzielt dabei einen beträchtlichen Überschuss.
Deutschland gilt als weltweit bedeutendster Messestandort; zahlreiche Leitmessen finden hier statt. Kongresse, Ausstellungen und eine im internationalen Maßstab bedeutende Museums- und Veranstaltungslandschaft sind eine wichtige Grundlage von Reiseverkehr und Tourismus in Deutschland.

## Wirtschaftsstruktur

### Standortqualität und Wettbewerbsfähigkeit
Mehrere Indizes bescheinigen Deutschland eine hohe Standortqualität und internationale Wettbewerbsfähigkeit:
- Wettbewerbsfähigkeitindex des Weltwirtschaftsforums (2019): Rang 7 weltweit, Rang 3 in Europa
- Ernst & Young, Top Investitionsstandorte in Europa (2019): Rang 3[19]
- World Competitiveness Ranking des International Institute for Management Development IMD (2022): Rang 15 weltweit, Rang 9 in Europa[20]

### Beschäftigungsstruktur
Drei Viertel der arbeitenden Menschen (75,0 %) sind in Deutschland im Dienstleistungssektor beschäftigt (Stand 2021). Wesentlich dabei sind unter anderem das Sozial-, Bildungs- und Gesundheitswesen, das Verkehrswesen, das Gastgewerbe, das Wohnungswesen oder die Finanzwirtschaft. Das produzierende Gewerbe (Industrie) beschäftigt 23,8 % der Erwerbstätigen; Fischerei, Land- und Forstwirtschaft 1,2 %.

### Rohstoffe und fossile Energieträger
Deutschland importiert die meisten benötigten Rohstoffe, hat aber bedeutende Vorkommen von Kalisalz sowie Steine und Erden (s. a.: Geographie Deutschlands#Rohstoffe). 

Bei fossilen Energieträgern ist die Situation, dass die Erdölförderung in Deutschland in den 1960er Jahren 30 Prozent des heimischen Bedarfs deckte, mittlerweile aber nur noch wenige Prozent.
Es gibt Braunkohle in Sachsen und Sachsen-Anhalt (mitteldeutsches Braunkohlerevier). Ihre Bedeutung hat seit der Wiedervereinigung 1990 abgenommen, ebenso die der Braunkohle im Rheinischen Revier. In Niedersachsen gibt es Erdgasvorkommen. 
Um das Jahr 1958 begann eine jahrzehntelange Kohlekrise. Steinkohle konnte im Ruhrgebiet und im Saarland nur noch abgebaut werden, weil dies vom Staat massiv subventioniert wurde. 
Die letzten Steinkohlebergwerke im Ruhrgebiet beendeten die Förderung 2012, 2015 und 2018, das letzte Steinkohlebergwerk im Saarrevier 2012.
Der Strommix in Deutschland hat sich durch den Atomausstieg und den Ausbau erneuerbarer Energien wie Windkraftanlagen, Fotovoltaikanlagen und Biogasanlagen deutlich verändert.

### Land- und Forstwirtschaft
Die Bruttowertschöpfung der Landwirtschaft betrug im Jahr 2018 23,1 Mrd. Euro. Dies entspricht 0,8 % der gesamten Bruttowertschöpfung.
Mit 16,7 Mio. Hektar wurde 2016 rund die Hälfte der Fläche Deutschlands landwirtschaftlich genutzt. Davon entfielen 70,6 % auf Ackerland, 28,2 % auf Dauergrünland und 1,2 % auf Dauerkulturen. Die am häufigsten angebauten Ackerfrüchte waren Winterweizen (auf 26,6 % der Ackerfläche), Silomais (18,2 %) und Winterraps (11,2 %).
Rund 275.400 landwirtschaftliche Betriebe gab es 2016. Die Zahl der Betriebe nimmt seit der Wiedervereinigung kontinuierlich ab. In den 2010er Jahren hat sich dieser Trend jedoch verlangsamt. Auffällig dabei ist die deutlichere Abnahme bei kleineren Betrieben mit unter 100 Hektar Landwirtschaftsfläche, während die Anzahl größerer Betriebe mit einer bewirtschafteter Landfläche von 200 bis 500 Hektar sogar moderat zunimmt. Bei der Betriebsgröße besteht ein Nord-Süd- sowie ein noch ausgeprägteres Ost-West-Gefälle. So liegt die durchschnittliche Größe in Mecklenburg-Vorpommern und Sachsen-Anhalt bei über 270 Hektar, wohingegen sie in Bayern und Baden-Württemberg weniger als 35 Hektar beträgt.

### Energiewirtschaft
Der Primärenergieverbrauch in Deutschland lag im Jahr 2014 bei 13.080 PJ, was der niedrigste Wert seit der Wiedervereinigung war. Den größten Anteil hatte Erdöl mit 35 %, es folgten Erdgas mit 20,5 %, Steinkohle mit 12,6 %, Braunkohle mit 12,0 %, Erneuerbare Energien mit 11,1 % und die Kernenergie mit 8,1 %. 2005 hatte der Primärenergieverbrauch noch 14.238 PJ betragen; der zweithöchste Wert in Europa und der sechsthöchste weltweit.
Seit dem Jahr 2000 hat die Bedeutung erneuerbarer Energien durch die Energiewende stark zugenommen und sie sind inzwischen ein erheblicher Wirtschaftsfaktor für die deutsche Industrie. Im Jahr 2019 lag die ins Stromnetz eingespeiste, regenerativ erzeugte Strommenge bei 46 % der insgesamt eingespeisten Strommenge. Im Wärme- und Verkehrssektor lag der Anteil jedoch deutlich niedriger.

### Finanzwirtschaft

#### Kapitalmarkt
Deutschland führt mehrere Handelsplätze und Wertpapierbörsen in der ganzen Republik. Neben dem Finanzzentrum und dem Standort der größten und primären Börse Frankfurt gibt es weitere Börsen, wie die Börse Berlin, die BÖAG Börsen (Hamburger Börse, Börse Düsseldorf und Börse Hannover), Börse München, Börse Stuttgart und weitere. Der zugehörige Leitindex der Deutschen Börse in Frankfurt ist der DAX. Weitere Nebenwerte werden im MDAX und im SDAX indexiert.

#### Bankensektor
Während in der Finanzmetropole Frankfurt, die Deutsche Bank und die Commerzbank als Großbanken neben den internationalen Playern sitzen, gibt es in Deutschland häufig große Landesbanken (LBBW, BayernLB etc.) und einen außerordentlich hohen Marktanteil von kleinen, regionalen Sparkassen und Volksbanken, die häufig genossenschaftlich aufgestellt sind.

#### Staatsfonds
Deutschland verzichtete bisher auf das Modell eines klassischen Staatsfonds. Auch die Kapitalbasierte Form eines Pensionsfonds im Bereich der staatlichen Altersvorsorge und Rente gibt es bisher nicht. Mit dem Fonds zur Finanzierung der kerntechnischen Entsorgung gibt es jedoch einen Staatsfonds mit einem ganz konkret festgelegten Zweck. Der KENFO ist der erste deutsche Staatsfonds und die größte öffentlich-rechtliche Stiftung in Deutschland.

### Verarbeitendes Gewerbe

Entgeltstruktur im Verarbeitenden Gewerbe

Das Verarbeitende Gewerbe und insbesondere der Maschinenbau trägt mit seinen vielen Hidden Champions entscheidend zum deutschen Exportüberschuss bei.

### Einkommens- und Vermögensverteilung
Die Einkommensungleichheit in Deutschland lag nach Angabe der OECD 2005 knapp unter dem OECD-Durchschnitt, wobei sich die Ungleichheit seit Mitte der 1990er Jahre verstärkt hat und laut der OECD seit dem Jahr 2000 Einkommensungleichheit und Armut stärker zugenommen haben als in jedem anderen OECD-Land.

„Die Ungleichheit hat sich von 1992 bis 2003 insgesamt verstärkt, die Einkommensspreizung hat zugenommen mit einer Verschiebung auf die Bezieher höherer Einkommen. Deutliche Unterschiede zwischen den abhängig Beschäftigten und den Selbstständigen sind festzuhalten; insbesondere hat die Ungleichheit der Unternehmereinkommen zugenommen.“

2008 betrug nach Zahlen des DIW ein mittleres Einkommen 1252 Euro, bei einem Gini-Index von 0,29 (ein Ungleichverteilungsmaß, bei dem 0 für Gleichverteilung und 1 für absolute Ungleichverteilung steht).
Die folgende Tabelle zeigt die Nettoeinkommen von 2003. Die Spalte mit den gemeinsam betrachteten Einkommensbeziehern aller Berufsgruppen ist fett gedruckt. Die Einkommensungleichheit zeigt sich daran, dass die Top-10-%-Einkommensbezieher bereits 31,59 % des Gesamteinkommens erhalten, die Top-5-%-Einkommensbezieher bereits 21,28 %, das Top-1-% bereits 8,11 %. Umgekehrt erhalten die unteren 50 % der Einkommensbezieher nur 18,71 %, also weniger als die Top-5-%-Einkommensbezieher.
| Erläuterung                 | Alle    | Unternehmer | Freie Berufe | Abhängig Beschäftigte |
| --------------------------- | ------- | ----------- | ------------ | --------------------- |
| Steuerpflichtigenanteil (%) | 100     | 10,62       | 1,78         | 87,60                 |
| Einkommensanteil (%)        | 100     | 13,67       | 2,86         | 83,47                 |
| Mittelwert (€)              | 29.030  | 37.353      | 46.821       | 27.660                |
| Median (€)                  | 22.781  | 13.751      | 21.937       | 23.517                |
| Verteilung (Gini-Index)     | 0,43759 | 0,68332     | 0,59280      | 0,38494               |
| Quantile: Einkommensanteile |         |             |              |                       |
| ≤ 5 %                       | 0,24    | 0,18        | 0,14         | 0,25                  |
| 1. Dezil                    | 0,88    | 0,58        | 0,47         | 0,98                  |
| 2. Dezil                    | 2,88    | 1,24        | 1,22         | 3,57                  |
| 3. Dezil                    | 4,72    | 1,80        | 1,97         | 5,41                  |
| 4. Dezil                    | 6,00    | 2,45        | 2,82         | 6,63                  |
| 5. Dezil                    | 7,23    | 3,25        | 3,98         | 7,88                  |
| 6. Dezil                    | 8,67    | 4,38        | 6,03         | 9,32                  |
| 7. Dezil                    | 10,31   | 6,21        | 9,40         | 10,93                 |
| 8. Dezil                    | 12,31   | 9,13        | 13,88        | 12,88                 |
| 9. Dezil                    | 15,41   | 14,44       | 20,09        | 15,80                 |
| 10. Dezil                   | 31,59   | 56,51       | 40,15        | 26,59                 |
| ≥ 95 %                      | 21,28   | 44,62       | 25,98        | 16,38                 |
| ≥ 99 %                      | 8,11    | 23,25       | 7,670        | 4,470                 |
| 90/10 Relation              | 35,90   | 97,40       | 85,40        | 27,10                 |
| 95/5 Relation               | 88,70   | 247,90      | 185,60       | 65,50                 |

Vermögensverteilung in Deutschland 2002 und 2007 nach Dezilen. Links das ärmste, rechts das reichste Dezil.

Die Vermögensverteilung in Deutschland weist, nach Zahlen des DIW, eine starke Ungleichverteilung auf (Gini-Index 0,799). Seit den 1980er Jahren nimmt die Ungleichverteilung zu. Diese Vermögenskonzentration verstärkt sich seit Mitte der 1990er Jahre: 2007 besaßen die reichsten 5 % der Bevölkerung 46 % des Gesamtvermögens, das reichste Prozent bereits 23 %. Das Vermögen der ärmsten Bevölkerungsschichten nahm hingegen ab:

„Mehr als zwei Drittel der Gesamtbevölkerung besaßen dagegen kein oder nur ein sehr geringes individuelles Nettovermögen. Die untersten 70 Prozent der nach dem Vermögen sortierten Bevölkerung haben einen Anteil am Gesamtvermögen von unter neun Prozent und damit rund 1,5 Prozentpunkte weniger als 2002.“

Es ist jedoch zu berücksichtigen, dass Selbstständige und Freiberufler eine kapitalbasierte Altersvorsorge betreiben müssen, während Angestellte und Beamte in die umlagefinanzierte Sozialversicherung einbezahlen bzw. Versorgungsansprüche gegen den Staat stellen und somit kein formales Vermögen erwerben. Werden diese Vorsorge-Ansprüche als Vermögen mit ihrem Barwert berücksichtigt, so verringert sich der formale Abstand zwischen Angestellten und Selbstständigen deutlich.

„Der Gegenwartswert aller Renten- und Pensionsanwartschaften in Deutschland belief sich im Jahr 2007 bei einer unterstellten Diskontierungsrate von drei Prozent auf rund 4,6 Billionen Euro (ohne Anwartschaften auf Betriebsrenten und berufsständische Versorgung von noch im Erwerbsleben stehenden Versicherten sowie ohne Hinterbliebenenversorgung). Im Durchschnitt entspricht dies einem individuellen Anspruch in Höhe von 67000 Euro. Dieser Wert variiert stark nach Erwerbsdauer und beruflicher Stellung. Beamte und Pensionäre halten ein stark überdurchschnittliches Vermögen aus Renten- und Pensionsanwartschaften. Unter Berücksichtigung der Rentenanwartschaften relativiert sich die dominierende Stellung der Selbständigen in der Netto-Geld- und Sachvermögenshierarchie“

### Regionale Entwicklungen

Verfügbares Haushaltseinkommen pro Einwohner auf Kreisebene im Jahr 2019

Wie in allen großen Staaten, gibt es auch in Deutschland ein ausgeprägtes wirtschaftliches Gefälle zwischen wirtschaftsstärkeren und schwächeren Regionen. Teilweise sind die Ursprünge dieser Strukturen sehr alt, etwa das Bankenwesen in Frankfurt oder die Hafenstadt Hamburg, während andere Regionen wie Baden-Württemberg und Nordrhein-Westfalen in der Industrialisierung ihre prägenden Strukturen erhielten. Nach dem Zweiten Weltkrieg setzte insbesondere im südlichen Bayern eine neue wirtschaftliche Dynamik ein, die maßgeblich durch hierhin geflüchtete Unternehmen wie Siemens aus Berlin oder Audi aus Zwickau hervorgerufen wurde.
In der heutigen Zeit finden sich die wirtschaftsstärksten Gebiete in den Ballungsräumen des Südens, vor allem in München, Stuttgart, Frankfurt und Mannheim. Charakteristisch ist hier der im Vergleich zu anderen europäischen Metropolregionen relativ hohe Anteil an Industrie bzw. verarbeitendem Gewerbe. Auch die Region um die Hafenstadt Hamburg im Norden gehört zu den wirtschaftsstarken Gebieten. Dem stehen die Ballungsräume Mittel- und Norddeutschlands wie das Rhein-Ruhr-Gebiet, Hannover, Bremen, Berlin und Dresden gegenüber, die – im Gegensatz zum Süden – einen Strukturwandel durch Deindustrialisierung in der zweiten Hälfte des 20. Jahrhunderts erlebten und ihre wirtschaftliche Struktur daher teilweise neu ausrichten mussten.
Ländliche Regionen leben vor allem von mittelständischen Betrieben, die in Süddeutschland ebenfalls eine verhältnismäßig hohe Dichte erreichen und diese Regionen dadurch wirtschaftlich beleben. Manche dieser Betriebe sind relativ unbekannte Marktführer in einer sehr spezialisierten weltweiten Branche, weshalb sie als Hidden Champions bezeichnet werden. In Mittel- und Norddeutschland sind diese Strukturen schwächer, weshalb ländliche Regionen dort weniger Zuwanderer anziehen und demografisch schrumpfen und teilweise eine erhöhte Arbeitslosigkeit bei geringeren Einkommen aufweisen. Am dramatischsten traf diese Entwicklung nach 1990 die dünn besiedelten Gebiete im Osten der neuen Bundesländer, insbesondere Vorpommern, die Altmark, die Uckermark und die Prignitz sowie die Lausitz. Einige dieser Gebiete waren seit jeher strukturschwach und hinkten der wirtschaftlichen Entwicklung Deutschlands seit Jahrhunderten hinterher. Günstiger zeigen sich die wirtschaftlichen Strukturen im Süden und Westen der neuen Bundesländer, der Agglomeration Berlin und in Westmecklenburg.
Studien wie der von Prognos erstellte Zukunftsatlas haben sich diese regionalen Entwicklungen zum Untersuchungsgegenstand gemacht. Dabei werden anhand unterschiedlicher Indikatoren, etwa aus den Bereichen Arbeits- und Immobilienmarkt, die jeweiligen Entwicklungen quantifiziert und in einem Ranking miteinander verglichen. Diese Rankings geben den oben beschriebenen Sachverhalt des wirtschaftlichen Gefälles in Deutschland wider: neben den genannten wirtschaftsstarken Gebieten befinden sich auch die übrigen Top-Regionen mehrheitlich im Süden der Bundesrepublik, so zum Beispiel Erlangen, Regensburg und Darmstadt. Einzig die Regionen Wolfsburg, Bonn und Braunschweig konnten diesen Trend widerlegen. Die wirtschaftlich schwächsten Regionen hingegen befinden sich ausnahmslos in den neuen Bundesländern.

#### Unterschiede im Bruttoinlandsprodukt
Das Bruttoinlandsprodukt in den einzelnen Bundesländern Deutschlands ist recht unterschiedlich. Deutschland insgesamt erreichte 2009 ein BIP von 29.406 EUR pro Einwohner (in jeweiligen Preisen). Die fünf ehemals zur DDR gehörigen Flächenländer liegen zwischen 21.264 (Mecklenburg-Vorpommern) und 22.228 EUR/Ew. (Sachsen). Die sieben westdeutschen Flächenländer erreichten ein BIP zwischen 25.511 (Rheinland-Pfalz) und 35.731 EUR/Ew. (Hessen); Berlin – West- und Ostteil zusammen – hatte ein BIP pro Kopf von 26.265, Bremen von 40.529, Hamburg von 48.229 EUR/Ew.

## Außenhandel

### Handelspartner und Außenhandelsstatistik

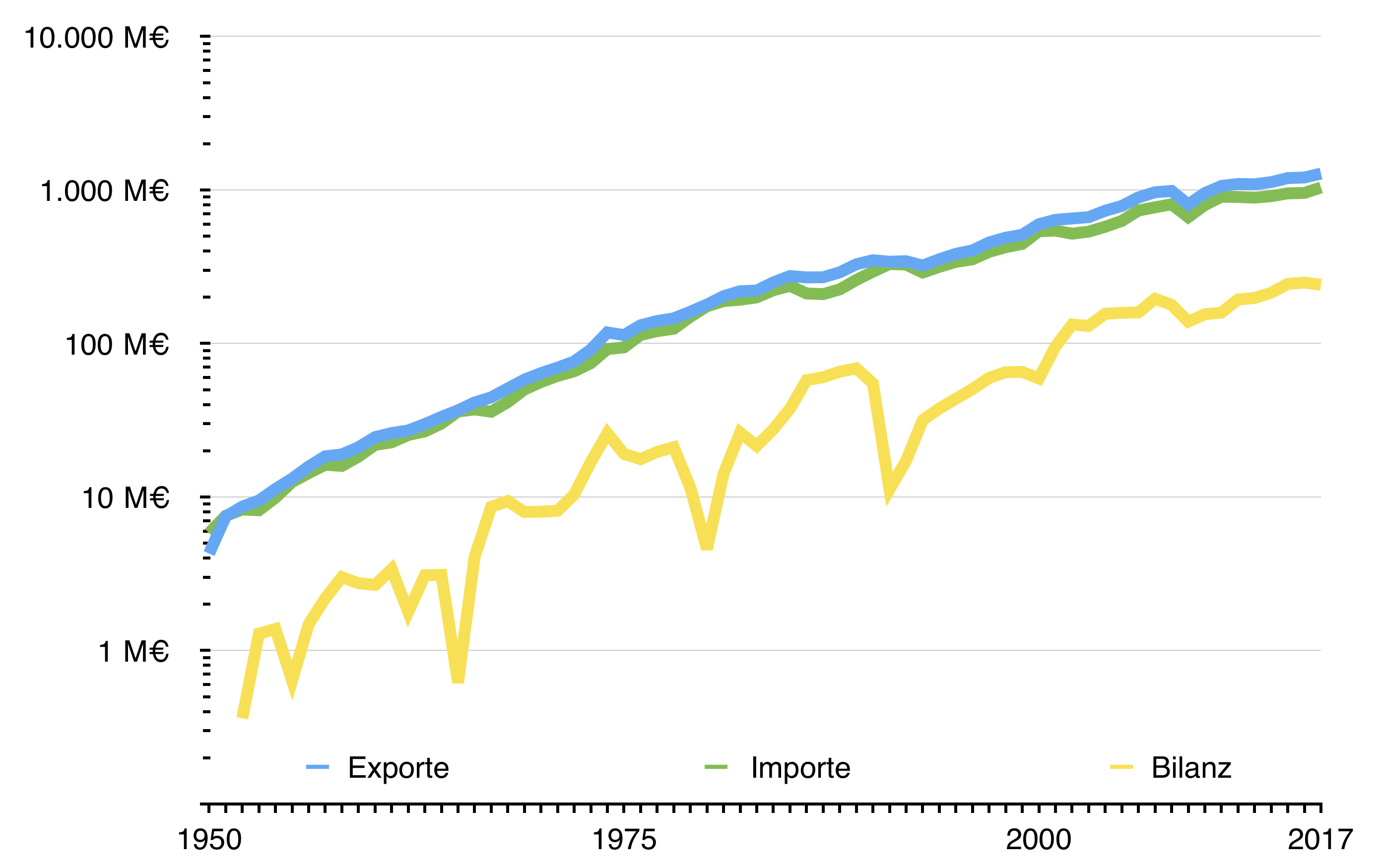
Deutsche Import- und Exportzahlen (halblogarithmische Skala)

Im Jahr 2016 lag der Anteil der Ausfuhren in EU-Länder bei 58,6 % des deutschen Gesamtexportes, davon entfielen 36,6 % auf die Länder der Eurozone. Die übrigen Exportanteile entfielen zu 9,4 % auf die europäischen Nicht-EU-Länder, zu 17,5 % auf Asien, Australien und Ozeanien, zu 12,3 % auf Amerika und zu 2,0 % auf Afrika. Bei den Einfuhren des Jahres 2016 entfielen 57,7 % auf die EU-Länder (davon 37,6 % Eurozone). Die übrigen Importanteile entfielen zu 11,1 % auf die europäischen Nicht-EU-Länder, zu 20,6 % auf Asien, Australien und Ozeanien, zu 8,7 % auf Amerika und zu 1,7 % auf Afrika.
Die Volksrepublik China war 2016 Deutschlands wichtigster Handelspartner mit einem gesamten ausgetauschten Warenwert von 170,2 Milliarden Euro. Davon waren 76,0 Milliarden Euro Ausfuhren nach China sowie 94,2 Milliarden Euro Einfuhren aus China. Frankreich war 2016 der zweitgrößte Handelspartner Deutschlands mit einem gesamten ausgetauschten Warenwert von 166,8 Milliarden Euro. Davon waren 101,1 Milliarden Euro Ausfuhren sowie 65,7 Milliarden Euro Einfuhren. Drittgrößter Handelspartner waren 2016 die Vereinigten Staaten mit einem Warenwertaustausch von insgesamt 164,8 Milliarden Euro, davon 106,8 Milliarden Euro an Ausfuhren und 58,0 Milliarden Euro an Einfuhren.
2016 erreichte der deutsche Export ein Allzeithoch. Im Vergleich zum Vorjahr stieg der Exportumsatz um 0,9 % auf 1203,8 Milliarden Euro. Die Importe stiegen 2016 um 0,6 % auf 954,9 Milliarden Euro. Gleichzeitig ist dies der höchste erwirtschaftete Ausfuhrüberschuss in Höhe von 248,9 Milliarden Euro.
Dieser Rekord-Handelsüberschuss (deutlich mehr Ausfuhren als Einfuhren) wird jedoch auch kritisch gesehen. Zum einen, da Deutschland mit seiner Exportorientierung stark von der Entwicklung im Ausland abhängig ist. Zum anderen wird kritisiert, dass die deutsche Wirtschaft durch dieses Leistungsbilanzungleichgewicht eine nachhaltige Entwicklung in Europa verhindere. Deutschland profitiert mit seinem Handelsüberschuss davon, wenn europäische Nachbarländer ihre Binnenwirtschaft stärken, aber umgekehrt können die Nachbarn nicht vermehrt nach Deutschland exportieren.
Durch den global zunehmenden Handel kommt es zu verstärkter Arbeitsteilung und somit nicht nur zu einem Zuwachs von Exporten, sondern auch von Importen. Einige Ökonomen, wie z. B. Hans-Werner Sinn, sind wegen dieses Zuwachses der importierten Vorleistungen der Ansicht, dass Deutschland zu einer Basarökonomie verkommt.
Deutschland exportierte im Jahr 2017 Waren im Wert von 1279,1 Milliarden Euro. Importiert wurden Waren im Wert von 1034,3 Milliarden Euro. Demnach entstand ein Ausfuhrüberschuss von 244,7 Milliarden Euro.

### Handelsgüter
Deutschland exportierte im Jahr 2016 hauptsächlich Kraftfahrzeuge und Kraftfahrzeugteile, Maschinen, Chemieerzeugnisse sowie Datenverarbeitungsgeräte, elektrische und optische Erzeugnisse. Diese vier Gütergruppen hatten einen Anteil von 50,5 % an den gesamten deutschen Exporten im Jahr 2016. Ein Großteil der deutschen Handelsaktivitäten findet innerhalb von Industrieländern, der gleichen Industrie oder sogar der gleichen Firma statt (siehe oben), so dass Automobile, Maschinen und Chemieerzeugnisse auch wesentliche Importerzeugnisse sind. Jedoch werden deutlich mehr dieser Waren aus Deutschland exportiert als importiert.
Kraftwagen und Kraftwagenteile machten im Jahr 2016 dabei 19,0 % der deutschen Exporte aus, Maschinen 14,2 % und chemische Erzeugnisse 8,9 % der deutschen Ausfuhren aus. Kraftfahrzeuge und Kraftfahrzeugteile waren Deutschlands wichtigste Importgüter (Importwert von 106,1 Milliarden Euro im Jahr 2016).

### Zahlen
| Rang | Zielland               | 2021     | 2017     | 2012     | 2011     | 2010  | 2009  | 2008  | 2007  | 2006  |
| ---- | ---------------------- | -------- | -------- | -------- | -------- | ----- | ----- | ----- | ----- | ----- |
| 1.   | Vereinigte Staaten     | 122,04   | 111,49   | 86,83    | 73,69    | 65,6  | 54,4  | 71,4  | 73,4  | 78,0  |
| 2.   | Volksrepublik China    | 103,69   | 86,17    | 66,63    | 64,76    | 53,6  | 37,3  | 34,1  | 29,9  | 27,5  |
| 3.   | Frankreich             | 102,12   | 105,24   | 104,34   | 101,56   | 90,7  | 81,3  | 93,7  | 93,9  | 85,0  |
| 4.   | Niederlande            | 100,45   | 85,70    | 70,86    | 69,31    | 63,2  | 53,2  | 65,8  | 62,4  | 56,5  |
| 5.   | Polen                  | 78,28    | 59,45    | 42,23    | 43,47    | 38,1  | 31,1  | 40,8  | 36,1  | 29,0  |
| 6.   | Italien                | 75,31    | 65,53    | 55,84    | 62,12    | 58,5  | 50,6  | 62,0  | 65,1  | 59,3  |
| 7.   | Österreich             | 71,91    | 62,80    | 57,53    | 57,87    | 53,7  | 46,1  | 54,7  | 52,8  | 49,5  |
| 8.   | Vereinigtes Königreich | 65,35    | 84,44    | 72,94    | 65,33    | 59,5  | 53,2  | 64,2  | 71,0  | 64,7  |
| 9.   | Schweiz                | 60,62    | 53,96    | 48,83    | 47,71    | 41,7  | 35,5  | 39,0  | 36,4  | 34,8  |
| 10.  | Belgien                | 50,61    | 44,30    | 44,54    | 46,97    | 46,4  | 41,8  | 49,9  | 51,4  | 46,7  |
| 11.  | Tschechien             | 47,05    | 41,66    | 31,55    | 30,63    | 27,0  | 22,0  | 27,6  | 26,0  | 22,5  |
| 12.  | Spanien                | 43,69    | 43,05    | 31,17    | 34,87    | 34,4  | 31,3  | 42,7  | 48,2  | 41,8  |
| 13.  | Ungarn                 | 28,91    | 24,95    | 16,34    | 15,69    | —     | —     | —     | —     | —     |
| 14.  | Russland               | 26,64    | 25,84    | 38,05    | 34,41    | 26,4  | 20,6  | 32,3  | 28,2  | 23,4  |
| 15.  | Schweden               | 26,54    | 26,72    | 21,17    | 22,01    | 19,6  | 15,5  | 20,1  | 21,7  | 18,8  |
| 16.  | Türkei                 | 21,32    | 21,46    | 20,07    | 20,14    | 16,2  | 11,6  | 15,1  | 15,1  | 14,4  |
| 17.  | Dänemark               | 20,78    | —        | —        | —        | —     | —     | —     | —     | —     |
| 18.  | Südkorea               | 18,72    | —        | —        | —        | —     | —     | —     | —     | —     |
| 19.  | Rumänien               | 18,25    | —        | —        | —        | —     | —     | —     | —     | —     |
| 20.  | Japan                  | 18,24    | 19,53    | 17,10    | 15,12    | —     | —     | —     | —     | —     |
|      | Insgesamt              | 1.375,66 | 1.278,93 | 1.097,34 | 1.060,20 | 959,5 | 803,3 | 984,1 | 969,0 | 893,0 |

| Platz | Staat                        | Export | Import | Saldo  |
| ----- | ---------------------------- | ------ | ------ | ------ |
| 1     | Volksrepublik China          | 103,68 | 142,38 | −38,70 |
| 2     | Niederlande                  | 100,45 | 105,48 | −5,04  |
| 3     | Vereinigte Staaten           | 122,04 | 72,13  | +49,91 |
| 4     | Frankreich                   | 102,12 | 62,05  | +40,08 |
| 5     | Polen                        | 78,28  | 68,84  | +9,45  |
| 6     | Italien                      | 75,31  | 65,37  | +9,93  |
| 7     | Österreich                   | 71,91  | 47,54  | +24,37 |
| 8     | Schweiz                      | 60,62  | 48,88  | +11,73 |
| 9     | Belgien                      | 50,62  | 51,91  | −1,29  |
| 10    | Vereinigtes Königreich       | 65,35  | 32,18  | +33,17 |
| 11    | Tschechien                   | 47,05  | 49,93  | −4,15  |
| 12    | Spanien                      | 43,69  | 34,26  | +12,63 |
| 13    | Russland                     | 26,64  | 33,08  | −6,44  |
| 14    | Ungarn                       | 28,91  | 29,73  | −0,82  |
| 15    | Schweden                     | 26,55  | 16,90  | +9,65  |
| 16    | Japan                        | 18,23  | 23,48  | −5,24  |
| 17    | Türkei                       | 21,32  | 18,45  | +2,86  |
| 18    | Dänemark                     | 20,78  | 12,63  | +8,15  |
| 19    | Rumänien                     | 18,25  | 14,73  | +3,52  |
| 20    | Slowakei                     | 15,18  | 17,09  | −1,66  |
| 21    | Südkorea                     | 18,72  | 12,62  | +6,11  |
| 22    | Norwegen                     | 9,54   | 19,65  | −10,11 |
| 23    | Irland                       | 7,76   | 21,26  | −13,50 |
| 24    | Indien                       | 12,45  | 10,86  | +1,59  |
| 25    | Taiwan                       | 9,33   | 12,20  | −2,86  |
| 26    | Mexiko                       | 13,19  | 7,73   | +6,11  |
| 27    | Finnland                     | 11,99  | 8,42   | +3,57  |
| 28    | Südafrika                    | 7,99   | 12,31  | −4,32  |
| 29    | Brasilien                    | 10,48  | 7,55   | +2,94  |
| 30    | Portugal                     | 10,04  | 7,09   | +2,95  |
| 31    | Kanada                       | 10,02  | 6,17   | +3,84  |
| 32    | Malaysia                     | 5,16   | 9,96   | −4,80  |
| 33    | Vietnam                      | 3,74   | 10,70  | −6,96  |
| 34    | Australien                   | 9,89   | 3,16   | +6,73  |
| 35    | Slowenien                    | 6,11   | 6,61   | −0,50  |
| 36    | Thailand                     | 4,92   | 6,93   | −2,02  |
| 37    | Singapur                     | 7,21   | 4,21   | +2,99  |
| 38    | Luxemburg                    | 6,80   | 3,43   | +3,38  |
| 39    | Griechenland                 | 7,10   | 2,78   | +4,32  |
| 40    | Bulgarien                    | 4,56   | 5,25   | −0,69  |
| 41    | Ukraine                      | 5,39   | 3,12   | +2,28  |
| 42    | Vereinigte Arabische Emirate | 7,13   | 0,85   | +6,28  |
| 43    | Bangladesch                  | 0,77   | 7,12   | −6,35  |
| 44    | Israel                       | 5,34   | 2,43   | +2,92  |
| 45    | Litauen                      | 4,32   | 2,76   | +1,56  |
| 46    | Hongkong                     | 5,53   | 1,44   | +4,09  |
| 47    | Saudi-Arabien                | 5,57   | 1,10   | +4,46  |
| 48    | Indonesien                   | 2,48   | 4,08   | −1,60  |
| 49    | Serbien                      | 3,55   | 2,78   | −0,76  |
| 50    | Kroatien                     | 3,95   | 1,95   | −1,99  |

| Jahr | Weltweite Exporte (Anteil in %)* | Weltweite Importe (Anteil in %)* |
| ---- | -------------------------------- | -------------------------------- |
| 1948 | 1,4 %                            | 2,2 %                            |
| 1953 | 5,3 %                            | 4,5 %                            |
| 1963 | 9,3 %                            | 8,0 %                            |
| 1973 | 11,7 %                           | 9,2 %                            |
| 1983 | 9,2 %                            | 8,1 %                            |
| 1993 | 10,3 %                           | 9,0 %                            |
| 2003 | 10,2 %                           | 8,0 %                            |
| 2020 | 8,1 %                            | 6,7 %                            |

* Die Zahlen beziehen sich von 1948 bis 1983 auf die Bundesrepublik Deutschland ohne Gebiet der DDR.

## Deutsche Unternehmen
Die Tabelle zeigt die zehn größten deutschen Unternehmen geordnet nach dem Umsatz des Geschäftsjahrs 2020 oder 2021.
| Platz | Unternehmen         | Umsatz (in Mio. Euro) | EBIT (in Mio. Euro) | Beschäftigte (in 1000) |
| ----- | ------------------- | --------------------- | ------------------- | ---------------------- |
| 1     | Volkswagen AG       | 222.884               | 08.824              | 665,4                  |
| 2     | Mercedes-Benz Group | 154.309               | 04.009              | 288,4                  |
| 3     | Schwarz-Gruppe      | 133.600               | …                   | 550,0                  |
| 4     | BMW                 | 111.239               | 09.870              | 118,9                  |
| 5     | Deutsche Telekom    | 108.800               | …                   | 226,2                  |
| 6     | Lidl                | 100.800               | …                   | 211,5                  |
| 7     | Robert Bosch GmbH   | 078.800               | 03.200              | 401,3                  |
| 8     | Innogy              | 077.358               | …                   | 72,2                   |
| 9     | Rewe Group          | 075.300               | 405                 | 380,0                  |
| 10    | Deutsche Post AG    | 066.806               | 03.176              | 572,0                  |

Eine besondere Bedeutung für die deutsche Wirtschaft haben seine Familienunternehmen. Die Tabelle zeigt die zehn größten deutschen Familienunternehmen nach ihrem Umsatz des Geschäftsjahres 2015.
| Platz | Unternehmen                | Umsatz          | Mitarbeiterzahl | Eigentümerfamilie                      |
| ----- | -------------------------- | --------------- | --------------- | -------------------------------------- |
| 01    | Volkswagen                 | 213.292.000.000 | 610.076         | Porsche/Piëch                          |
| 02    | BMW                        | 092.200.000.000 | 122.244         | Quandt                                 |
| 03    | Schwarz-Gruppe             | 079.300.000.000 | 350.000         | Schwarz                                |
| 04    | Robert Bosch               | 070.600.000.000 | 374.778         | Robert Bosch Stiftung                  |
| 05    | Aldi (Nord+Süd)            | 062.200.000.000 | 250.000         | Albrecht                               |
| 06    | Metro AG                   | 059.200.000.000 | 226.895         | Haniel / Schmidt-Ruthenbeck / Beisheim |
| 07    | Continental AG             | 039.232.000.000 | 208.000         | Schaeffler                             |
| 08    | Fresenius SE & Co. KGaA    | 027.626.000.000 | 222.305         | Kröner-Fesenius (Stiftung)             |
| 09    | Merckle Unternehmensgruppe | 023.378.000.000 | 033.422         | Merckle                                |
| 10    | Henkel                     | 018.089.000.000 | 049.450         | Henkel Nf.                             |

Siehe auch: Liste der 500 reichsten Deutschen, Chronologie der reichsten Deutschen, Liste der größten Familienunternehmen in Deutschland (2013)

## Kennzahlen
Alle BIP-Werte sind in Euro angegeben.
In der folgenden Tabelle kennzeichnen die Farben:
| Jahr | BIP (in Mrd. Euro) | BIP pro Kopf (in Euro) | BIP Wachstum (real) | Inflationsrate (in Prozent) | Arbeitslosenquote (in Prozent) | Haushaltsbilanz (in % des BIP) |
| ---- | ------------------ | ---------------------- | ------------------- | --------------------------- | ------------------------------ | ------------------------------ |
| 1980 | 0.789,10           | 10.270                 | +1,3 %              | +5,4 %                      | 3,4 %                          | k. A.                          |
| 1981 | 0.823,80           | 10.700                 | +0,1 %              | +6,3 %                      | 4,8 %                          | k. A.                          |
| 1982 | 0.856,30           | 11.131                 | –0,8 %              | +5,3 %                      | 6,7 %                          | k. A.                          |
| 1983 | 0.897,90           | 11.712                 | +1,6 %              | +3,3 %                      | 8,0 %                          | k. A.                          |
| 1984 | 0.942,00           | 12.337                 | +2,8 %              | +2,4 %                      | 8,1 %                          | k. A.                          |
| 1985 | 0.983,40           | 12.912                 | +2,2 %              | +2,0 %                      | 8,1 %                          | k. A.                          |
| 1986 | 1.040,00           | 13.644                 | +2,4 %              | –0,1 %                      | 7,8 %                          | k. A.                          |
| 1987 | 1.074,00           | 14.089                 | +1,5 %              | +0,2 %                      | 7,8 %                          | k. A.                          |
| 1988 | 1.130,80           | 14.745                 | +3,7 %              | +1,3 %                      | 7,7 %                          | k. A.                          |
| 1989 | 1.202,70           | 15.526                 | +3,9 %              | +2,8 %                      | 6,8 %                          | k. A.                          |
| 1990 | 1.312,40           | 16.624                 | +5,7 %              | +2,7 %                      | 6,2 %                          | k. A.                          |
| 1991 | 1.579,80           | 19.754                 | +5,0 %              | +3,4 %                      | 5,5 %                          | –3,2 %                         |
| 1992 | 1.695,30           | 21.060                 | +1,5 %              | +5,0 %                      | 6,6 %                          | –2,6 %                         |
| 1993 | 1.748,60           | 21.602                 | –1,0 %              | +4,5 %                      | 7,8 %                          | –3,1 %                         |
| 1994 | 1.830,20           | 22.555                 | +2,5 %              | +2,7 %                      | 8,4 %                          | –2,5 %                         |
| 1995 | 1.898,90           | 23.354                 | +1,8 %              | +1,7 %                      | 8,2 %                          | –9,4 %                         |
| 1996 | 1.926,30           | 23.646                 | +0,9 %              | +1,2 %                      | 8,9 %                          | –3,5 %                         |
| 1997 | 1.967,10           | 24.133                 | +1,9 %              | +1,5 %                      | 9,7 %                          | –2,9 %                         |
| 1998 | 2.018,20           | 24.780                 | +1,8 %              | +0,6 %                      | 9,4 %                          | –2,5 %                         |
| 1999 | 2.064,90           | 25.360                 | +1,9 %              | +0,6 %                      | 8,6 %                          | –1,7 %                         |
| 2000 | 2.116,40           | 25.983                 | +3,2 %              | +1,4 %                      | 8,0 %                          | +0,8 %                         |
| 2001 | 2.179,80           | 26.741                 | +1,8 %              | +1,9 %                      | 7,8 %                          | –3,1 %                         |
| 2002 | 2.209,20           | 27.082                 | ±0,0 %              | +1,4 %                      | 8,6 %                          | –3,9 %                         |
| 2003 | 2.220,00           | 27.224                 | –0,7 %              | +1,0 %                      | 9,7 %                          | –4,2 %                         |
| 2004 | 2.270,60           | 27.875                 | +0,7 %              | +1,8 %                      | 10,3 %0                        | –3,7 %                         |
| 2005 | 2.300,80           | 28.288                 | +0,9 %              | +1,9 %                      | 11,7 %0                        | –3,4 %                         |
| 2006 | 2.393,30           | 29.483                 | +3,9 %              | +1,8 %                      | 10,8 %0                        | –1,7 %                         |
| 2007 | 2.513,20           | 31.030                 | +3,4 %              | +2,3 %                      | 9,0 %                          | +0,2 %                         |
| 2008 | 2.561,70           | 31.719                 | +0,8 %              | +2,7 %                      | 7,8 %                          | –0,2 %                         |
| 2009 | 2.460,20           | 30.568                 | –5,6 %              | +0,2 %                      | 8,1 %                          | –3,2 %                         |
| 2010 | 2.580,10           | 32.136                 | +3,9 %              | +1,2 %                      | 7,7 %                          | –4,2 %                         |
| 2011 | 2.703,10           | 33.673                 | +3,7 %              | +2,5 %                      | 7,1 %                          | –1,0 %                         |
| 2012 | 2.758,20           | 34.296                 | +0,7 %              | +2,1 %                      | 6,8 %                          | ±0,0 %                         |
| 2013 | 2.826,20           | 35.045                 | +0,6 %              | +1,6 %                      | 6,9 %                          | –0,1 %                         |
| 2014 | 2.932,50           | 36.211                 | +1,9 %              | +0,8 %                      | 6,7 %                          | +0,3 %                         |
| 2015 | 3.043,70           | 37.260                 | +1,5 %              | +0,1 %                      | 6,4 %                          | +0,6 %                         |
| 2016 | 3.144,00           | 38.180                 | +2,2 %              | +0,4 %                      | 6,1 %                          | +0,8 %                         |
| 2017 | 3.263,30           | 39.454                 | +2,7 %              | +1,7 %                      | 5,7 %                          | +1,1 %                         |
| 2018 | 3.367,86           | 40.623                 | +1,1 %              | +1,9 %                      | 5,2 %                          | +1,7 %                         |
| 2019 | 3.473,35           | 41.801                 | +1,1 %              | +1,4 %                      | 5,0 %                          | +1,5 %                         |
| 2020 | 3.367,56           | 40.494                 | –4,6 %              | +0,4 %                      | 5,9 %                          | –4,3 %                         |
| 2021 | 3.570,62           | 42.918                 | +2,8 %              | +3,2 %                      | 5,7 %                          | –3,5 %                         |
| 2022 | 3.858,3            | 46.020                 | +1,9 %              | +7,9 %                      | 5,3 %                          | –3,6 %                         |

## Soziale Investitionen
Nach einer Auswertung des Stifterverbands für die Deutsche Wissenschaft in Zusammenarbeit mit der gemeinnützigen Bertelsmann Stiftung aus dem Jahr 2018 engagieren sich zwei von drei Unternehmen gesellschaftlich. Die deutsche Wirtschaft gibt rund 9½ Milliarden Euro im Jahr für das Gemeinwohl aus. Fast jedes zweite Unternehmen (45 %) spendet regelmäßig Geld. Über ein Drittel (34 %) überlässt Sachen wie Lebensmittel oder Möbel für gemeinnützige Zwecke, mehr als jeder vierte Betrieb (26 %) stellt Mitarbeiter für soziale Zwecke frei. Generell gilt: Je mehr Mitarbeiter Unternehmen haben, desto öfter spenden sie Geld, Sachen oder Zeit.

## Wirtschaftsgeschichte

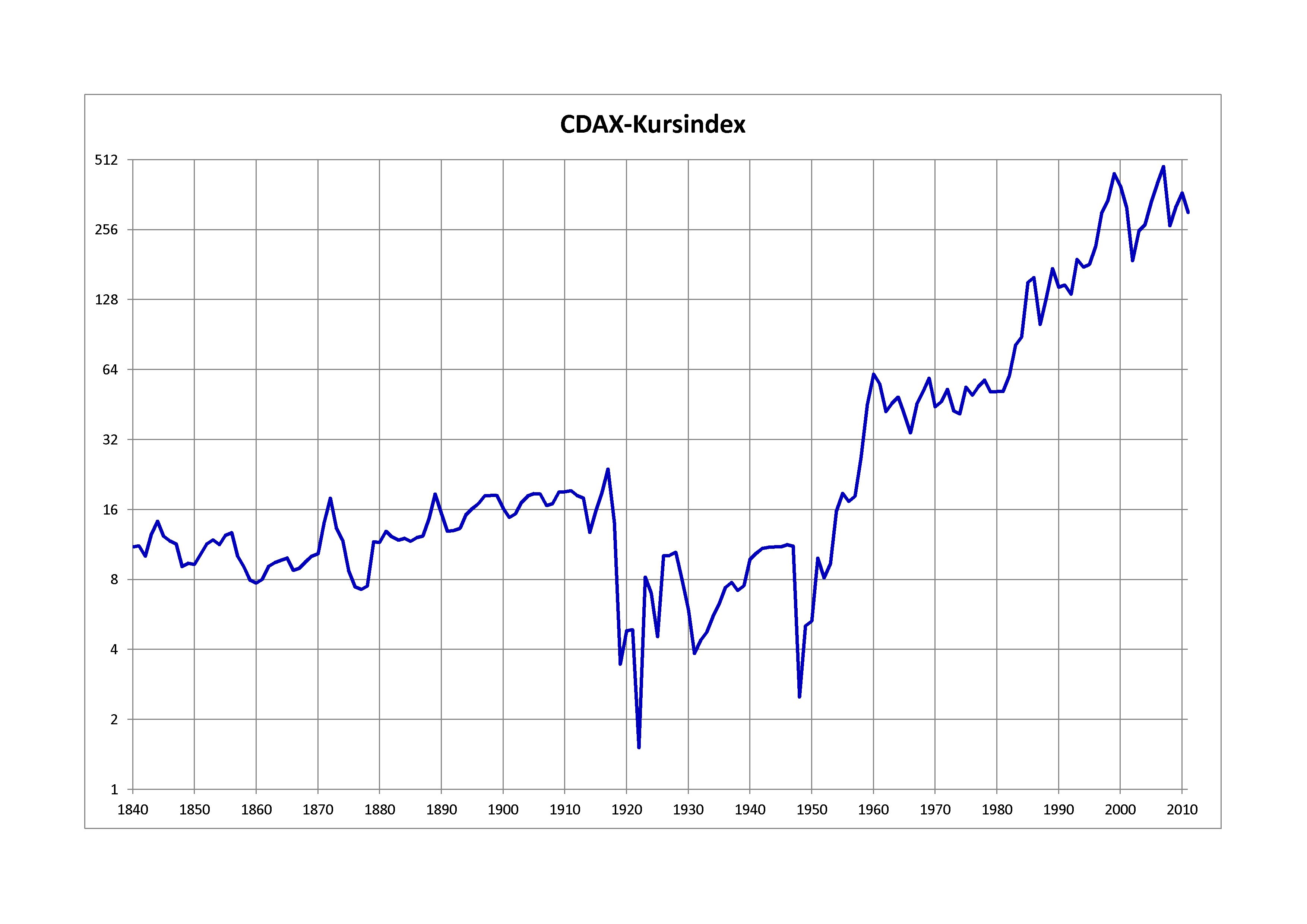
Deutscher Aktienindex CDAX 1840–2011

### Industrialisierung
Die Stein-Hardenberg’schen Reformen in Preußen, der deutsche Zollverein von 1834 und die Reichsgründung von 1871 waren wichtige institutionelle Schritte auf dem Weg zur Industrialisierung. Mit der Gründerzeit, deren Anfänge in den 1840er Jahren lagen, setzte die industrielle Revolution in Mitteleuropa ein. Nachdem Frankreich den Deutsch-Französischen Krieg 1870/71 verloren hatte, erlegte das Deutsche Kaiserreich Frankreich Reparationen in Höhe von fünf Milliarden Goldfranken auf (Friede von Frankfurt). Frankreich zahlte in Tranchen, die letzte davon 1873. Dieser Zufluss an Kapital verstärkte die Euphorie an den Börsen, bis es 1873 zu einem Börsenkrach („Gründerkrach“) kam. Aus ihm entwickelte sich die sogenannte Große Depression (1873–1896), eine Zeit des deflationären weltweiten Wirtschaftswachstums, in der trotz Wirtschaftswachstum die Preise wichtiger Güter um bis zu 50 Prozent sanken. Anschließend begann eine bis zum Beginn des Ersten Weltkriegs anhaltende Phase hohem Wirtschaftswachstums, einschließlich sprunghaft steigende Exporte, so dass Deutschland 1913 knapp hinter Großbritannien den zweiten Platz im Welthandel belegte.
Industrielle Wirtschaftsbranchen waren anfangs die in Deutschland wenig bedeutende Textilindustrie (z. B. Flachsspinnerei Hirschfelde H. C. Müller, Mechanische Baumwollspinnerei und Weberei Augsburg), der die sehr bedeutende Eisenbahnindustrie (Geschichte der Eisenbahn in Deutschland) folgte. Die Eisenbahn ermöglichte niedrigere Transportkosten und -zeiten und förderte Schwerindustrie (Kohlebergbau, Eisen- und Stahlindustrie), Eisenbahnbau, Brückenbau und Tunnelbau. Wichtige Unternehmen der Schwerindustrie waren Sächsische Maschinenfabrik, Borsig, Rheinisch-Westfälisches Kohlen-Syndikat, Friedrich Krupp AG, Thyssen AG und Mannesmann. Siehe auch Ruhrgebiet. Später kamen die Elektroindustrie (z. B. Telegraphen-Bauanstalt von Siemens & Halske, Allgemeine Elektricitäts-Gesellschaft) und die chemische Industrie hinzu (z. B. Badische Anilin- und Sodafabrik, Farbwerke Hoechst, Farbenfabriken vorm. Friedr. Bayer & Co.). Der Maschinenbau war bereits in der frühen Phase der Industrialisierung von Bedeutung, doch in der späteren Phase rückte er zur größten Industriebranche auf. Einige Banken, zum Beispiel die Deutsche Bank, die Disconto-Gesellschaft und die Dresdner Bank, wurden nach 1871 zu bedeutenden Unternehmen; ebenso einige Handelsunternehmen wie z. B. die Hugo Stinnes GmbH.
In der Zeit von 1890 bis 1913 stieg die Bevölkerungszahl hauptsächlich durch den Rückgang der Sterblichkeit von 49,4 Millionen auf 66,9 Millionen an und lag damit in Europa nur noch hinter Russland. Die Lebenserwartung lag 1871 für Frauen bei 38,5 Jahren und für Männer bei 35,6 Jahren und 1910 für Frauen bei 48,3 Jahren und Männern bei 44,8 Jahren. Die Geburtenrate lag bei fünf Kinder je Frau. Ein in den Großstädten weit verbreitetes Phänomen war der Schlafgänger: Männer und Frauen mieteten sich ein Bett für einige Stunden am Tag. Grund war die stark steigende Bevölkerung in den Großstädten und der daraus folgende Wohnungsmangel.
Ab den 1890er Jahren zeigten sich erste Anzeichen von Arbeitskräftemangel, die durch die Massenabwanderung aus den ländlichen Gebieten entstand. 1910 lebten bereits offiziell 1,2 Millionen Ausländer in Deutschland, etwa zwei Drittel kamen aus Kongresspolen und dem österreichisch-ungarischen Galizien, und arbeiteten vorwiegend in der Landwirtschaft auf den großen Gütern Ostelbiens.
Die wichtigste Partei im 1871 entstandenen Reichstag war anfangs die Nationalliberale Partei. Eine Folge der Wirtschaftskrise von 1873 war das Entstehen von Lobbyverbänden (z. B.: Bund der Landwirte, Centralverband deutscher Industrieller und Bund der Industriellen), von denen einige auf eine Einführung von Zöllen zur Behinderung von Importen konkurrierender Güter hinwirkten. Dies war 1878/1879 mit der Schutzzollpolitik des Reichskanzlers Otto von Bismarck erreicht, wodurch es zur Spaltung der Nationalliberalen Partei kam und mit den Kartellparteien ein neuer rechts-liberaler politischer Block die Führung im Reichstag übernahm. Nach Bismarck – sein Nachfolger wurde von 1890 bis 1894 Leo von Caprivi – kam es im Rahmen des „Neuen Kurses“ zu einer Wende in der Zoll- und Handelspolitik. Die industrielle Entwicklung wurde durch ein System von Handelsverträgen gefördert und Agrarzölle wurden gesenkt. Wegen der gegensätzlichen Interessen von Industrie und Landwirtschaft begannen harte politische Auseinandersetzungen, die mit wieder höheren Agrarzöllen mit dem Bülow-Zolltarif 1902 entschieden wurden (1906 in Kraft gesetzt und 1950/51 durch Beitritt zum GATT abgelöst). Die Deutsche Zentrumspartei drängte darauf, dass mehrere Sozialversicherungen eingeführt wurden (Krankenversicherung (1883), Unfallversicherung (1884) und Invaliditäts- und Altersversicherung (1889)). Am 1. Januar 1900 trat das Bürgerliche Gesetzbuch in Kraft; es regelte für ganz Deutschland erstmals einheitlich die Beziehungen zwischen rechtlich gleichgestellten Rechtsteilnehmern (Personen und Unternehmen).
Das Reichsgericht urteilte am 4. Februar 1897, dass die Bildung von Wirtschaftskartellen erlaubt ist und die Einhaltung von geschlossenen Vereinbarungen gerichtlich eingeklagt werden kann. Dies löste die Kartellbewegung aus.

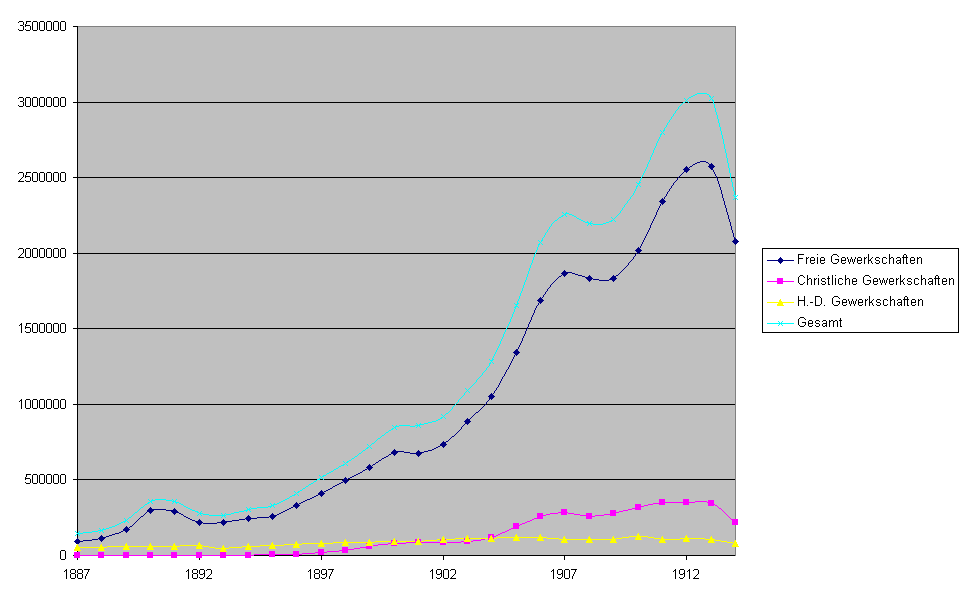
Entwicklung der Gewerkschaften in Deutschland 1887–1914

Der große Bergarbeiterstreik von 1889 führte 1891 zum Erlass eines Arbeiterschutzgesetzes und bedeutete den Durchbruch der Gewerkschaft im Ruhrbergbau. Der Hamburger Hafenarbeiterstreik 1896/97 dauerte elf Wochen, endete erfolglos und war Anlass für die Zuchthausvorlage. Der landesweit beachtete Textilarbeiterstreik 1903/04 in Crimmitschau, unter anderem wegen eines Zehnstundentages, war hingegen erst 1908 erfolgreich. 1912 kam es dann zu einem Bergarbeiterstreik, bei dem die Regierung unter anderem 5000 Soldaten schickte und so den Streik nach elf Tagen beendete. 1914 beschlossen die Gewerkschaften kurz nach Beginn des Ersten Weltkriegs, auf Streiks zu verzichten („Burgfriedenspolitik“).
Ab 1890 war die SAP / SPD die Partei mit den meisten Wählerstimmen, doch die meisten Sitze im Reichstag hatte von 1881 bis zur Reichstagswahl 1912 fast immer die katholische Zentrumspartei. 1907 formierte sich der sogenannte Bülow-Block im Reichstag, ein Wahlbündnis von Konservativen, Nationalliberalen und Linksliberale, das allerdings über die Reichsfinanzreform 1909 zerbrach, bei der neben einer Erhöhung indirekter Steuern auch die Einführung einer Erbschaftssteuer vorgesehen war. Anschließend führte den Reichstag bis zum Beginn des Ersten Weltkrieges ein Bündnis von Konservativen und Zentrum, während die unterlegenen politischen Kräfte den Hansabund gründeten. Wegen dessen linksliberaler Position, verließen die Industrieverbände den Bund bald wieder und seine politische Bedeutung verlor an Gewicht.

### Weltkriege und Zwischenkriegszeit

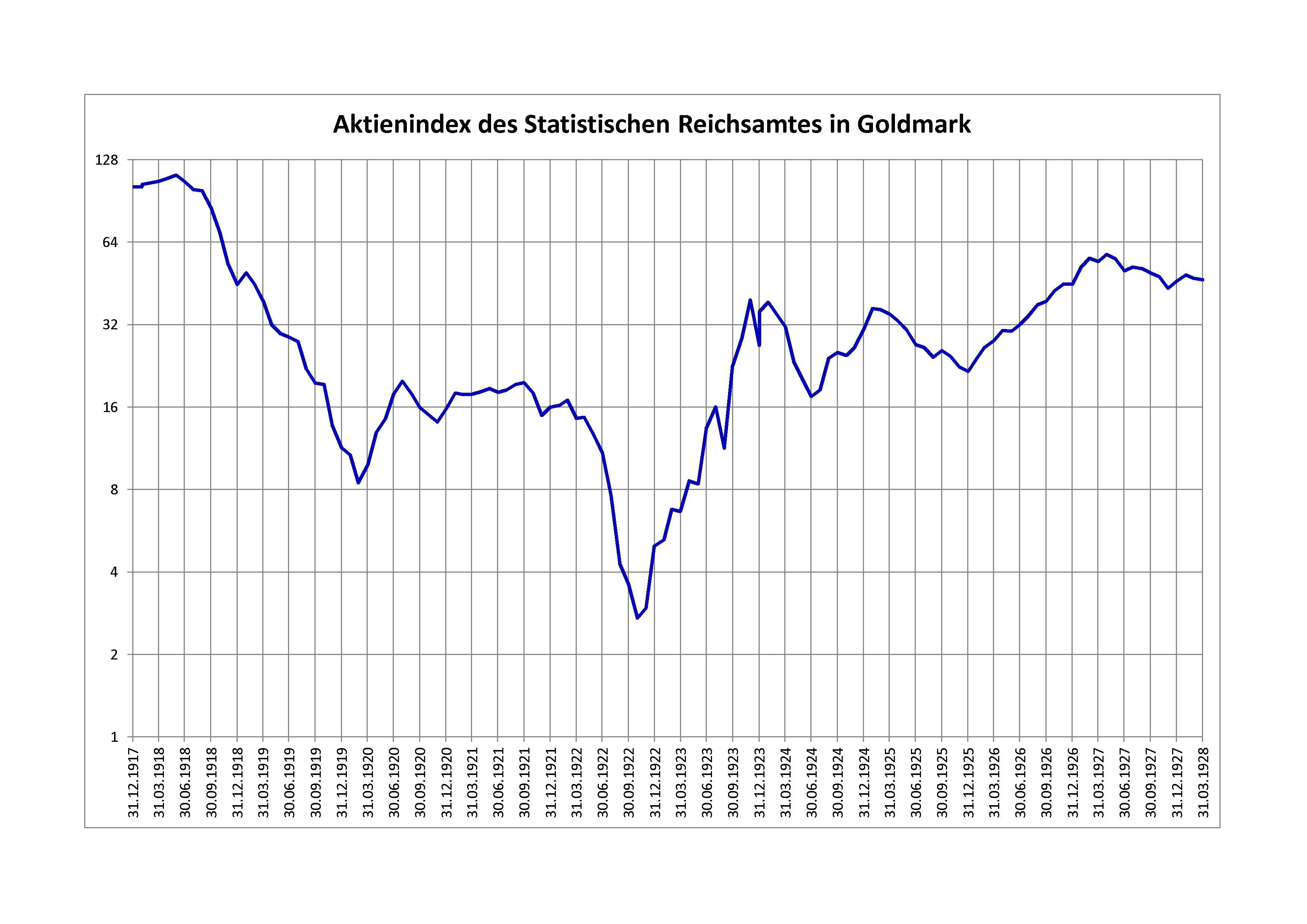
Aktienindex des Statistischen Reichsamtes in Goldmark (1917–1928)

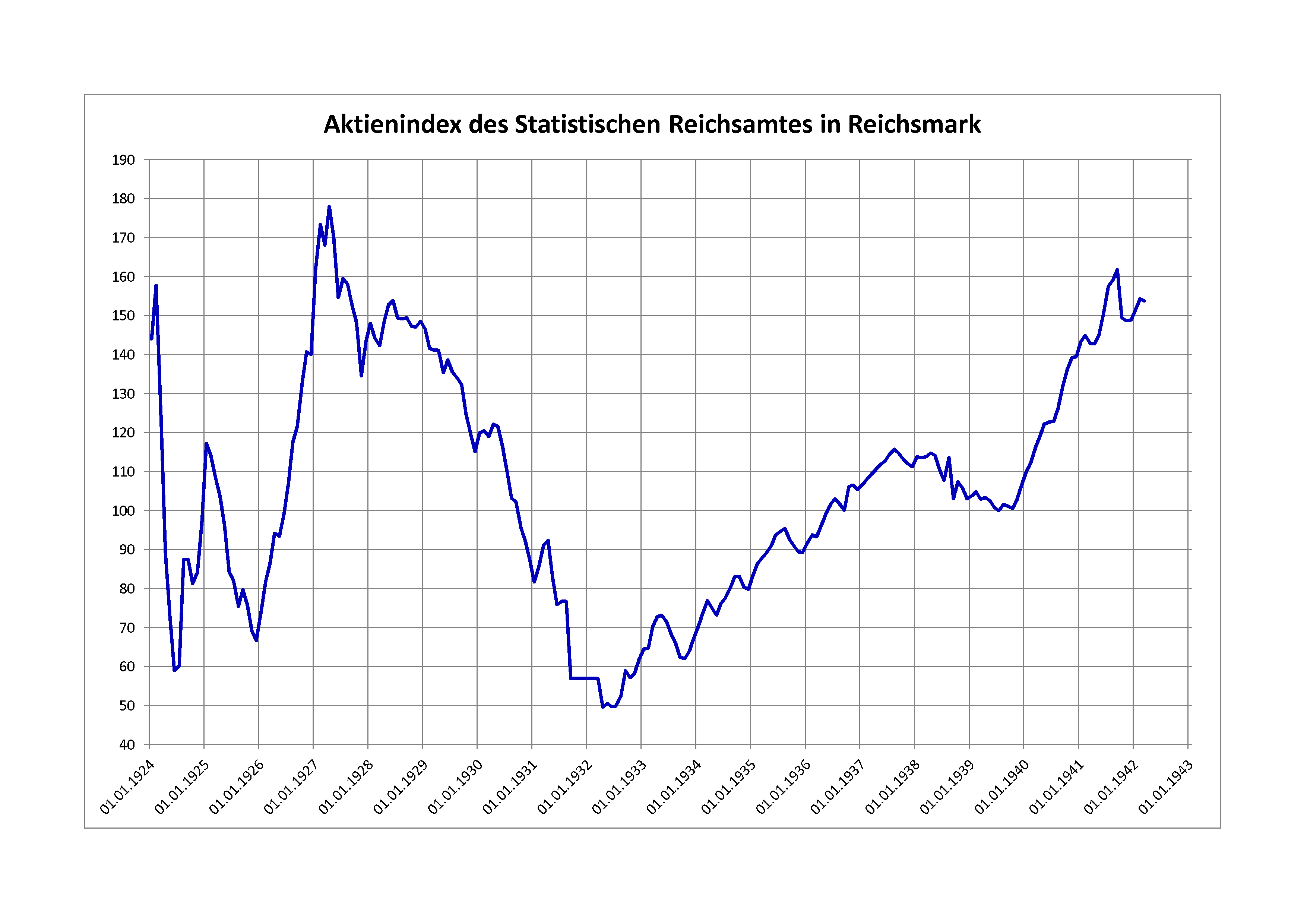
Aktienindex des Statistischen Reichsamtes in Reichsmark (1924–1942)

In der Zeit der Weltkriege war die Wirtschaft als Kriegsökonomie organisiert. Die wirtschaftliche Koordination erfolgte während des Ersten Weltkriegs weitgehend durch die Kriegsrohstoffabteilung. Für einzelne Rohstoffe wurden als Unterorganisationen Kriegsrohstoffgesellschaften in Form von Aktiengesellschaften gegründet, wie beispielsweise die Kriegsmetallgesellschaft und die Kriegschemikaliengesellschaft. Sie unterlagen zwar der staatlichen Kontrolle, doch wurden sie in der Regel von den stärksten Unternehmen der Branche dominiert. Diese Organisationsform wurde gelegentlich als Kriegssozialismus oder Gemeinwirtschaft idealisiert. Aus den besetzten Gebieten wurden Rohstoffe der eigenen Wirtschaft zugeführt, wie beispielsweise Eisenerz aus Briey und landwirtschaftliche Produkte aus Polen, aber auch hunderttausende von Zwangsarbeiter aus Belgien, Polen und weiteren eroberten Ostgebieten arbeiteten für das Reich. Für die Zuteilung von Nahrungsmittel gab es Lebensmittelmarken; ab 1915 die Brotkarte und später z. B. Fleischkarten, Zuckerkarten und Seifenkarten. Bedeutend war auch der weit verbreitete Schwarzmarkt für Waren aller Art.
Für die Materialschlachten an der Westfront war ab 1916 eine massive Steigerung der Rüstungsproduktion geplant, das sogenannte Hindenburg-Programm. Dazu gehörte auch eine gesetzliche Arbeitsverpflichtung, wodurch die freie Wahl des Arbeitsplatzes aufgehoben war (Hilfsdienstgesetz). Einige der Zugeständnisse an die Gewerkschaften waren die ständigen Arbeiterausschüsse, die in allen Betrieben mit mindestens 50 Arbeitern einzurichten waren, und paritätisch besetzte Schlichtungsausschüsse.
Nach dem Ende des Ersten Weltkriegs verließen in Europa etwa zehn Millionen Menschen aus verschiedenen Gründen ihre Heimat. Aus dem ehemaligen Russischen Kaiserreich kamen etwa 120.000 „Deutschstämmige“, etwa 600.000 russische Flüchtlinge und etwa 70.000 Juden aus Ostmittel- und Osteuropa, wobei die meisten Zuwanderer nach kurzer Zeit weiter nach Westen zogen, etwa nach Frankreich und in die Vereinigten Staaten.

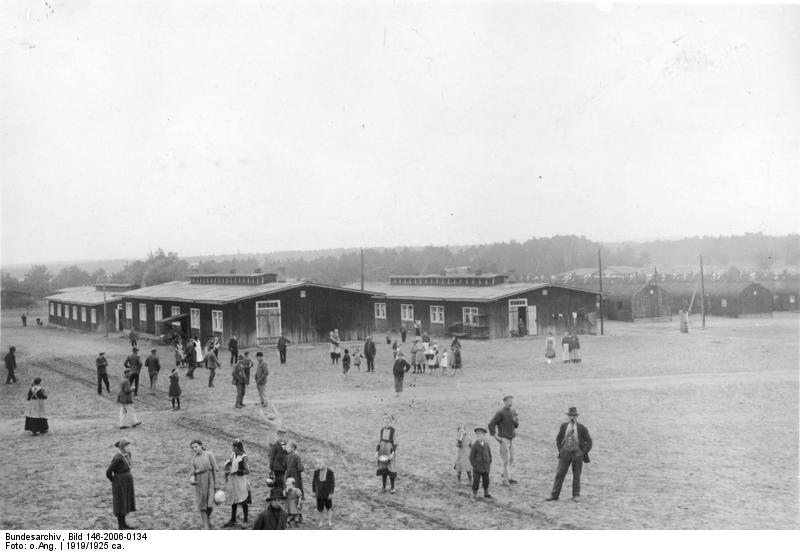
Das ehemalige „Halbmondlager“ wurde nach dem Krieg zum „Heimkehrerlager“ für Flüchtlinge, Zossen, 1919.

Darüber hinaus wanderten etwa 150.000 Menschen aus Elsass-Lothringen und 850.000 Menschen aus den polnischen Westgebieten nach Deutschland ein, wo sie in sogenannten „Heimkehrlagern“ untergebracht wurden.
Gegen Ende des Ersten Weltkriegs, während der Novemberrevolution, einigten sich Gewerkschaften und deutsche Industrie im Stinnes-Legien-Abkommen darauf, dass die Gewerkschaften in Zukunft als Vertreter der Arbeiterinteressen und als Tarifpartner behandelt werden (Koalitionsfreiheit), der Achtstundentag eingeführt wurde und eine Vergesellschaftung der Produktionsmittel unterbleibt (Räterepublik, Rätekommunismus). Als gemeinsames Gremium wurde die Zentralarbeitsgemeinschaft (1918 bis 1924) gegründet. Bei Tarifkonflikten gab es allerdings die staatliche Zwangsschlichtung und die Schlichter konnten bindende kollektive Lohnvereinbarungen gegen den Willen der Tarifparteien durchsetzen. Von 1920 bis 1934 galt das Betriebsrätegesetz.
Finanzminister Matthias Erzberger reformierte 1919/1920 die Reichsfinanzen mit der sogenannten Erzbergerschen Finanz- und Steuerreform, beispielsweise wurde die Reichsabgabenordnung beschlossen und der direkte Lohnsteuerabzug eingeführt. Er besteuerte die „Kriegsgewinnler“ unter anderem mit der Hauszinssteuer, einer Vermögenszuwachsabgabe, einer geänderten Erbschaftssteuer und Einkommensteuer und er erhob eine einmalige Vermögensabgabe, das Reichsnotopfer.
Ursprünglich war ein Drittel des Banknotenumlaufs durch Gold und zwei Drittel durch Handelswechsel gedeckt, doch ab August 1914 (Kriegsbeginn) wurden zusätzlich Darlehnskassenscheine, Reichskassenscheine und Wechsel der Reichsbank ausgegeben. Außerdem wurde die gesetzliche Noteneinlösungspflicht der Reichsbank in Gold aufgehoben. Seitdem unterschied man zwischen der sogenannten Papiermark, der normalen Mark und der fiktiven Goldmark (s. a: Goldzollmark), eine Recheneinheit, die sich aus dem Verhältnis vom Wert der Papiermark zum aktuellen US-Dollarkurs ergab (die Vereinigten Staaten hielten am Goldstandard fest). Damit begann die Zeit der deutschen Inflation von 1914 bis 1923, bei der im November 1923 der Kurs für 1 US-Dollar bei 4,2 Billionen Mark lag. Die grundschuldgestützte Rentenmark wurde 1923 als Parallelwährung im Verhältnis von 1:1 Billion eingeführt. 1924/1925 löste die Reichsmark beide Währungen ab und der Golddevisenstandard wurde eingeführt (40 Prozent des Banknotenumlaufs mussten in Gold oder in goldgedeckten Devisen vorliegen).
Ab 1923 stabilisierten verschiedene Maßnahmen die wirtschaftliche Lage, wobei die Arbeitslosenquote mit Ausnahme des Jahres 1925 trotzdem immer über acht Prozent lag. Sehr bedeutend war der im August 1924 inkrafttretende Dawes-Plan, der es der deutschen Wirtschaft ermöglichte, neue Kredite, vornehmlich aus den USA, aufzunehmen. Zur Rückversicherung wurde die Reichsbank zu einer von der Reichsregierung unabhängigen Anstalt, bei der internationale Finanzexperten die Hälfte der Stimmen im neuen Generalrat erhielten. Das reale Pro-Kopf-Einkommen stieg von 1924 bis 1928 um durchschnittlich sechs Prozent pro Jahr. Die Reichsregierung legte 1926 ein großes Investitionsprogramm auf und die Städte initiierten Arbeitsbeschaffungsmaßnahmen. So ließ beispielsweise der damalige Oberbürgermeister von Köln, Konrad Adenauer, in den Jahren 1929 bis 1932 eine vierspurige Schnellstraße zwischen Köln und Bonn errichten, die heutige Bundesautobahn 555 (s. a. Öffa-Wechsel). 1927 wurde die Reichsanstalt für Arbeitsvermittlung und Arbeitslosenversicherung gegründet. In der Wirtschaft kam es zu einer Konzentrationswelle; spektakuläre Unternehmensfusionen waren 1925/26 die der Vereinigten Stahlwerke und der I.G. Farbenindustrie und 1929 die des deutsch-niederländischen Kunstfaserherstellers Algemene Kunstzijde Unie (AKU) und die der Deutsche Bank und Disconto-Gesellschaft (DeDi-Bank). Im Medienbereich gelang es Alfred Hugenberg, die Hälfte der deutschen Presse zu kontrollieren. Die Vereinigten Stahlwerke waren an dem 1926 gegründeten Internationalen Stahlkartell beteiligt, wobei globale Produktionsquoten festgelegt wurden. Es umfasste zunächst große Teile der kontinentaleuropäischen Stahlindustrie und ab 1935 auch die des Vereinigten Königreiches und ab 1939 die der Vereinigten Staaten. Es zerbrach während der Weltwirtschaftskrise, wurde 1933 neu gegründet und endete 1939, zu Beginn des Zweiten Weltkriegs.
In der 1929 einsetzenden Weltwirtschaftskrise (zu Deutschland siehe auch: Deutsche Bankenkrise) steigerte sich die Zahl der Arbeitslosen von bis zu drei Millionen im Winter 1928/1929 auf über sechs Millionen 1932/1933 oder etwa 40 Prozent aller Industriearbeiter. Auch brach der Welthandel zusammen, da weltweit die Zölle angehoben wurden (z. B. Smoot-Hawley Tariff Act, 1930), und so wurde es immer schwieriger, neue Auslandskredite zu bekommen und alte zurückzuzahlen. Die Reserven der Reichsbank an Golddevisen schmolzen, und um ein Unterschreiten der 40-Prozent-Grenze zu vermeiden, was u. a. im Dawes-Plan festgelegt worden war, verschärfte sie die Anforderungen für neue Kredite. In den Jahren 1930 und 1931 gab es Pläne für eine deutsch-österreichische Zollunion, die aber im Spätsommer 1931 aufgegeben werden mussten. 1931 führte die Reichsregierung Devisenverkehrsbeschränkungen (Sperrmark, Devisenstellen, Neuer Plan (1934)) und die Reichsfluchtsteuer ein. In der Wirtschaftspolitik verfolgte Reichskanzler Heinrich Brüning eine Politik des Haushaltsausgleichs („Deflationspolitik“), indem er per Notverordnung direkte und indirekte Steuern anhob und Sozialausgaben, Löhne, Preise und Mieten senkte. Am 10. Dezember 1931 wurde mit Carl Friedrich Goerdeler ein Reichskommissar für Preisüberwachung ernannt, der die staatlich verordneten Preissenkungen durchzusetzen hatte.
Die Reparationsforderungen wurden mit der Zeit gesenkt und im Verlauf der Weltwirtschaftskrise auf der Konferenz von Lausanne 1932 auf eine Restzahlung von drei Milliarden Reichsmark festgesetzt.
Ab 1933 erholten sich die Beschäftigungszahlen. Die Gewerkschaften wurden in der Deutschen Arbeitsfront 1933 gleichgeschaltet und ein Lohnstopp wurde erlassen. 1934 ersetzte das Gesetz zur Ordnung der nationalen Arbeit das Betriebsrätegesetz, wodurch die Arbeitnehmerrechte weitgehend abgeschafft wurden. Stattdessen gab es dem Reichsarbeitsministerium unterstellte „Treuhänder der Arbeit“. 1935 wurde die Arbeitsbuchpflicht schrittweise eingeführt und ab 1939 konnte jedem Arbeitnehmer ein Arbeitsplatz vorgegeben werden.
Von 1933 bis 1936 erhob Deutschland die sogenannte Tausend-Mark-Sperre gegen Österreich. Ziel war die Schwächung der österreichischen Wirtschaft, die schon zu dieser Zeit stark vom Tourismus abhängig war.
Ab 1936 stiegen die staatlichen Rüstungsausgaben und die Ausgaben, um Selbstversorger bei kriegswichtigen Roh- und Grundstoffen zu werden. Dazu wurde etwa die Hälfte aller Investitionen in die vom „Vierjahresplan“ (recht bald Vierjahresplan-Organisation) präferierten Branchen gelenkt. Flankierend wurde im Oktober 1936 ein Reichskommissar für die Preisbildung eingerichtet. Es entstanden Unternehmen wie beispielsweise die Braunkohle-Benzin AG, das Volkswagenwerk Wolfsburg, das Junkers Flugzeug- und Motorenwerke und die Reichswerke Hermann Göring. Das Reichswerk übernahm im Verlauf des Zweiten Weltkrieges ausländische kriegswichtige Unternehmen, wie beispielsweise die Alpine Montangesellschaft, Steyr Daimler Puch und die Škoda-Werke, und beschäftige 1940 600.000 Menschen.

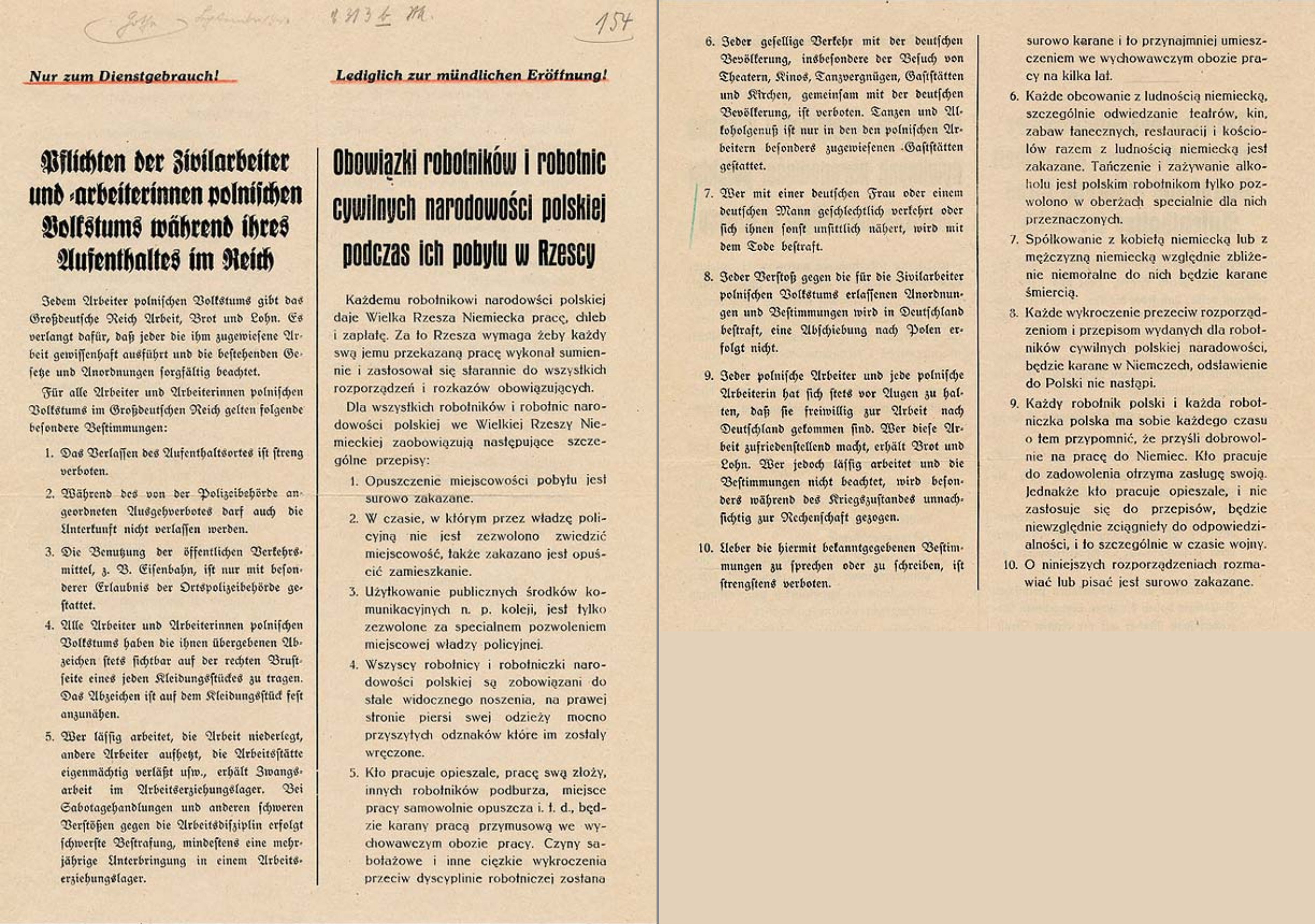
Polen-Erlasse, 1940

Finanziert wurden die Kriegskosten nur zu einem kleinen Teil durch reguläre Staatseinnahmen, zum größeren Teil mit der sogenannten geräuschlosen Kriegsfinanzierung und durch die besetzten Länder (siehe auch: Hitlers Volksstaat von Götz Aly). Als auch das nicht mehr ausreichte, wurde die Deutsche Reichsbank als Kreditgeber eingesetzt.
Wegen zunehmenden Arbeitskräftemangels wurden während des Zweiten Weltkriegs zwischen sieben und elf Millionen Menschen aus dem Ausland zur Zwangsarbeit genötigt. Auch entstanden in der Nähe von Konzentrationslagern Betriebsstätten entsprechend dem Konzept „Vernichtung durch Arbeit“, wie etwa die Ostindustrie GmbH, die Deutschen Ausrüstungswerke, die Walther-Werke und die Deutschen Erd- und Steinwerke. Neben der Zwangsarbeit konnte auch freiwillige Arbeit während des Aufenthalts in einem Ghetto geleistet werden, das nach dem im Jahr 2002 verabschiedeten Ghettorentengesetz durch eine Rente vergolten wird. Nach Berechnungen von Götz Aly sollen dafür rund 1 Mrd. Reichsmark an die deutsche Sozialversicherung gezahlt worden sein.
Mit der „Arisierung“ enteignete man etwa 100.000 Betriebe jüdischer Inhaber zugunsten des NS-Staates, von Unternehmen und Privatleuten. Auch der persönliche Besitz der Deportierten wurde vom Staat vereinnahmt und beispielsweise durch Versteigerungen zu Geld gemacht (s. a.: Verordnung über die Anmeldung des Vermögens von Juden, Judenvermögensabgabe, Aktion 3). Des Weiteren wurden im Zuge der „Aktion Reinhardt“, der systematischen Ermordung aller Juden und Roma des besetzten Polen, laut endgültiger Abrechnung vom 5. Januar 1944 etwa 180 Millionen Reichsmark erbeutet.
Am Ende der zwei Weltkriege waren nicht nur viele Millionen Menschen getötet oder kriegsversehrt, sondern auch Millionen Wohnungen und zahlreiche Fabriken zerstört oder beschädigt.

### Wiederaufbau
Durchschnittliche deutsche Arbeitslosenquote – bis 1990
 nur Westdeutschland, ab 1991 Gesamtdeutschland
Bundesrepublik Deutschland

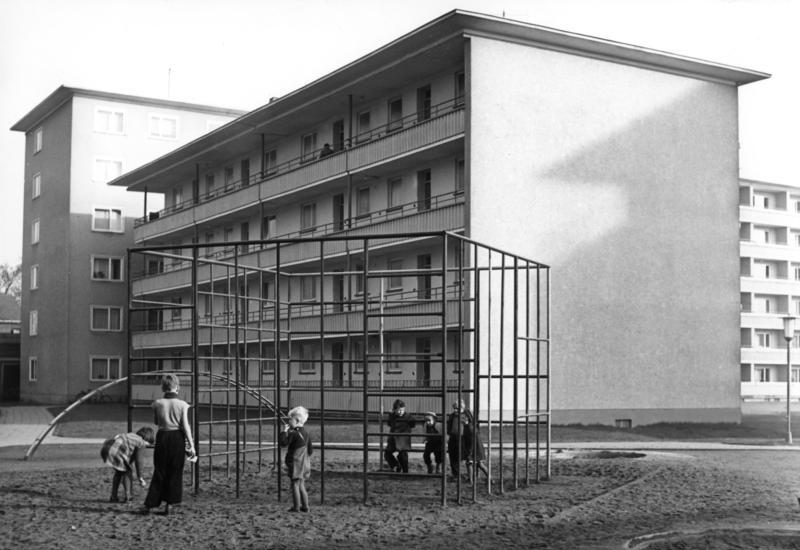
Neubausiedlung für Flüchtlinge in Köln, Dezember 1954

Der schnelle Wiederaufbau in Westdeutschland nach den Zerstörungen des Zweiten Weltkrieges wird umgangssprachlich als „Wirtschaftswunder“ bezeichnet. Das hohe Wirtschaftswachstum führte allerdings erst in den 1960er Jahren zur Vollbeschäftigung. So stieg die Arbeitslosenquote 1948 nach der Währungsreform stark und eine Welle von Streiks (z. B. die Stuttgarter Vorfälle vom 28. Oktober 1948) gipfelte in der Bizone im Generalstreik vom 12. November 1948, dessen wichtigstes Ziel die Aufhebung des Lohnstopps war. Diese erfolgte dann schon am 3. November 1948, eine andere staatliche Maßnahmen war bspw. das Konsumbrot-Programm. Die Arbeitslosenzahl erreicht 1950 mit 11 % ihren Höhepunkt, fiel dann bis 1955 auf 5,6 % und lag 1960 bei 1,3 %. Zusätzlich erschwert war die Situation am Arbeitsmarkt bis zum Ende der 1950er Jahre, da viele Millionen Heimatvertriebene und Übersiedler in Westdeutschland aufgenommen wurden. Nach dem Erreichen der Vollbeschäftigung war der Bedarf nach weiteren Arbeitskräften derart dringend, dass in großer Zahl im Ausland sogenannte Gastarbeiter angeworben wurden. Seit den 1950er Jahren wurde der soziale Wohnungsbau stark gefördert, und zur Eingliederung der etwa eineinhalb Millionen Kriegsversehrten in das Erwerbsleben wurden 1953 Pflichtquoten festgelegt.
In der Regierungszeit von Konrad Adenauer (Kabinette Adenauer I, II, III, IV und V, von 1949 bis 1963) und Ludwig Erhard (Kabinette Erhard I und II, von 1963 bis 1966) wurden die Weichen für den erfolgreichen Wiederaufbau gestellt. Wichtig dafür waren die Währungsreform von 1948, die gestaffelte Freigabe vieler Preise 1948, die Einführung der sozialen Marktwirtschaft durch Wirtschaftsminister Ludwig Erhard (1949 bis 1963), das Ende der Demontage 1950, das europäische Wiederaufbauprogramm der USA – der Marshallplan – und die Eingliederung Westdeutschlands in die von den USA geführte Weltwirtschaft. Dazu gehörte die Teilnahme in der Europäischen Zahlungsunion im September 1950, Beitritt zum GATT 1950/51, die Mitgliedschaft in der Europäischen Gemeinschaft für Kohle und Stahl 1951 und in der Europäischen Wirtschaftsgemeinschaft 1957. 1948 wurde der Wechselkurs zwischen US-Dollar und DM mit 0,3 $ = 1 DM festgesetzt und 1949 die Dollarklausel abgeschafft. Mit dem Luxemburger Abkommen vom September 1952 und dem Londoner Schuldenabkommen vom Februar 1953 wurden die finanziellen Verpflichtungen Deutschlands aus der Vorkriegszeit, die durch die Kriegszeit entstandenen Reparationen und die Entschädigung der jüdischen Verfolgten und weiterer NS-Verfolgter (s. a.: Jewish Claims Conference, Deutsche Wiedergutmachungspolitik) derart geregelt, dass die Bundesrepublik Deutschland als Rechtsnachfolger des Deutschen Reiches nicht mit zu großen finanziellen Lasten beladen wurde. Mit dem Korea-Boom zu Beginn der 1950er Jahre stiegen Industrieproduktion und Beschäftigung.
Am 14. November 1952 trat das Betriebsverfassungsgesetz (Version von 1952) in Kraft, das in der Tradition des Weimarer Betriebsrätegesetzes umfangreiche Informations-, Konsultations- und Mitbestimmungsrechte des Betriebsrats regelt und die „vertrauensvolle Zusammenarbeit“ zwischen Unternehmensleitung und Betriebsrat vorschreibt. Daneben enthielt es auch Regelungen zur Unternehmensmitbestimmung im Aufsichtsrat von Kapitalgesellschaften außerhalb der Montanindustrie. Im Jahr 1972 wurde das Betriebsverfassungsgesetz grundlegend novelliert, seitdem ist es in zahlreichen Punkten überarbeitet und angepasst worden.
Wichtige wirtschaftspolitische Entscheidungen in den Jahren 1959 bis 1965 waren die Teilprivatisierungen bedeutender Beteiligungen des Bundes an Unternehmen, wie die Preussag, die Volkswagen AG (siehe auch VolkswagenStiftung) und die VEBA. Eine wesentliche Änderung der gesetzlichen Rentenversicherung geschah mit der Rentenreform von 1957, als das Kapitaldeckungsverfahren zu Gunsten des Umlageverfahrens aufgegeben und die dynamische Anpassung der Rentenhöhe an die Bruttolohnentwicklung eingeführt wurde. Mit dem Gesetz gegen Wettbewerbsbeschränkungen und der Gründung des Bundeskartellamts 1958 war das Prinzip der Wettbewerbsfreiheit (Dekartellierung) auf Dauer verankert. 1963 wurde der Sachverständigenrat zur Begutachtung der gesamtwirtschaftlichen Entwicklung eingesetzt, um der Bundesregierung und der Öffentlichkeit jährlich eine unabhängige wissenschaftliche Analyse und Prognosen für die Zukunft zur Verfügung zu stellen.
Im März 1961 wertete erstmals die Deutsche Mark um fünf Prozent auf. Die festen Wechselkurse gerieten 1968/69 erneut unter Druck. Am 20. November 1968 wurden für drei Tage sogar die meisten europäischen Devisenbörsen geschlossen und die G10 trafen sich in Bonn zu Verhandlungen. Die Deutsche Bundesbank stellte den Ankauf von US-Dollar, zur Stützung der festen Wechselkurse, am 30. September ein. Am 27. Oktober 1969 wurde die Deutsche Mark nach einer Aufwertung von 9,3 % wieder zum Kurs von 3,66 DM pro US-Dollar fest an den US-Dollar gebunden. In dieser Zeit stiegen die Lohnerhöhungen von den zuvor üblichen 8 % pro Jahr auf 14 % im ersten Quartal 1970, eine Lohn-Preis-Spirale war entstanden. Die Bundesbank erhöhte im Gegenzug die Zinsen, was aber nur zu Kreditaufnahmen im Ausland führte. Am 9. Mai hob die Bundesbank den festen Kurs zum US-Dollar auf. Am 15. August 1971 wurde die Konvertibilität des US-Dollars in Gold aufgehoben und damit endete der Goldstandard (s. a. Deutsche Goldreserven). Die G10 beschlossen am 18. Dezember 1971 in Washington (Smithsonian Agreement) eine Neufestsetzung der Wechselkurse zum US-Dollar und zum Gold und eine neue Schwankungsbreite der Währungen zum US-Dollar von ± 2,25 %. Eine Reihe von Devisenverkehrsbeschränkungen, wie das 1972 in Kraft getretene Bardepotgesetz, wurden in Deutschland eingeführt. Am 24. April 1972 beschlossen einige europäische Staaten, einschließlich Deutschland, den Europäischen Wechselkursverbund („Währungsschlange“), um die Schwankungsbreite ihrer Währungen gegeneinander auf ± 2,25 % festzulegen. Das Abkommen wandelte sich zu einem reinen europäischen Wechselkursverbund, nachdem der Wechselkurs zum US-Dollar ab März 1973 sich völlig frei bilden durfte (Zusammenbruch von Bretton-Woods). 1979 entstand daraus das Europäische Währungssystem.
Die Bundesbank ging intern ab 1973 über auf die Geldmengensteuerung und ab 1975 gab sie ein Geldmengenziel vor.
Deutsche Demokratische Republik
Von 1945 bis 1949 gab es in der sowjetischen Besatzungszone eine Bodenreform, wobei die Eigentümer meistens entschädigungslos enteignet wurden, gleiches geschah mit Großunternehmer, Großhandel und Banken (s. a.: Industriereform in der SBZ). Es entstanden etwa 200 Sowjetische Aktiengesellschaften. Die verbleibenden privaten Unternehmen wurden ab 1950 umgewandelt in volkseigene Betriebe (VEB) und Betriebe mit staatlicher Beteiligung (BSB), die 1972 dann auch sozialisiert wurden. Von 1952 bis 1960 ging fast das gesamte Agrarland in volkseigene Güter (VEG) oder landwirtschaftliche Produktionsgenossenschaften (LPG) über. Sozialistische Genossenschaften gab es auch beispielsweise im Handwerk (PGH), bei den Binnenfischern (PGB), bei Gärtnereien (GPG), im Bau (AWG) und bei See- und Küstenfischern (FPG).

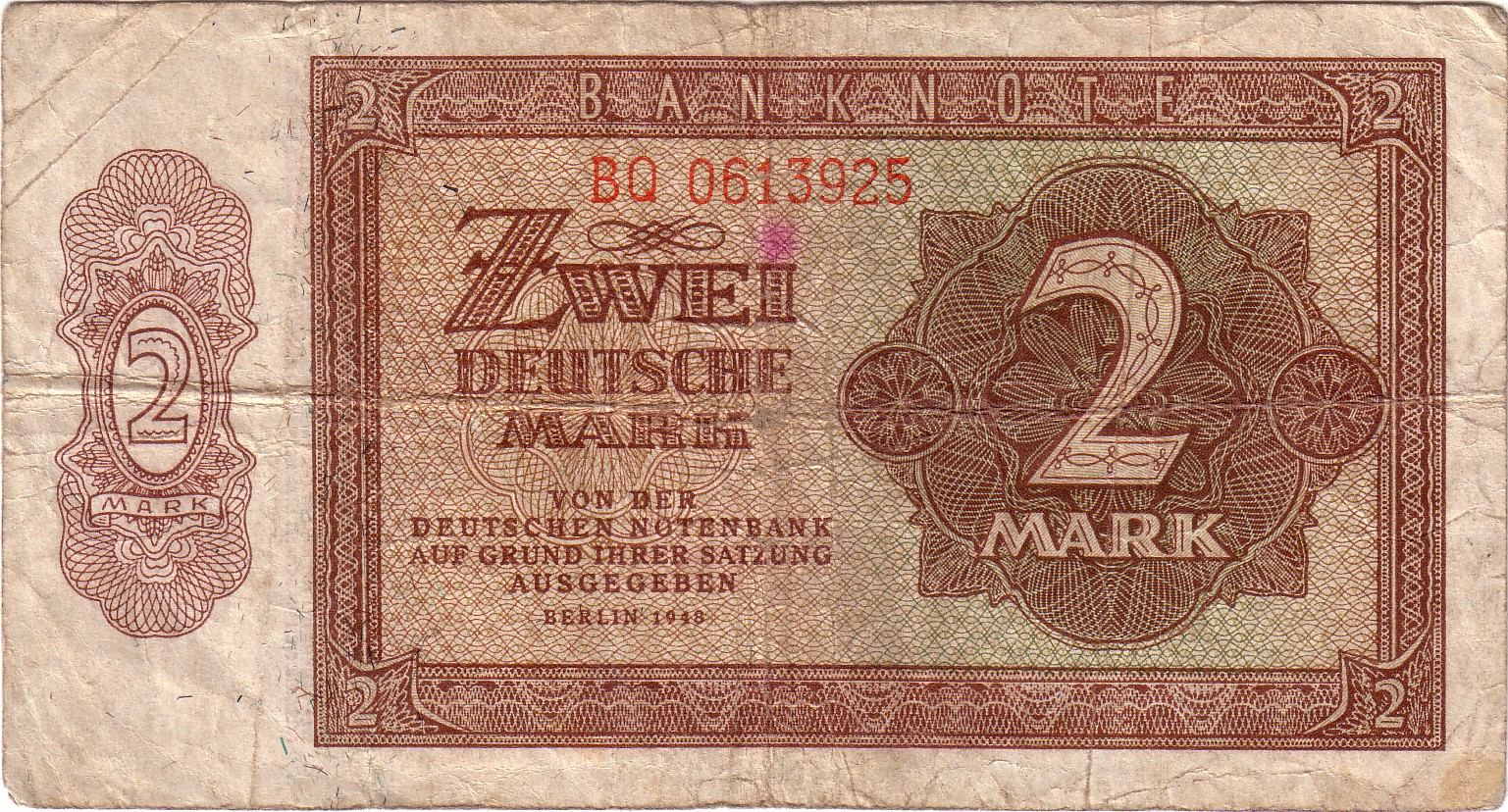
Deutsche Mark der DDR von 1948

Seit dem 23. Juni 1948 gab es mit der Deutschen Mark eine eigene Währung. Bis dahin galt neben Rentenmark und Reichsmark auch eine von der Sowjetischen Militäradministration als gesetzliches Zahlungsmittel eingeführte Mark der Alliierten Militärbehörde, auch „Besatzungsmark“ genannt. Eine gleich lautende Währung wurde ebenfalls von allen Alliierten seit dem 9. August 1945 in Berlin als gesetzliches Zahlungsmittel herausgegeben. Mit der neuen Währung war eine Währungsreform verbunden, der am 13. Oktober 1957 eine weitere folgte.
Die DDR wurde im September 1950 in den 1949 gegründeten und von der Sowjetunion geführten Rat für gegenseitige Wirtschaftshilfe (RGW) aufgenommen. Die Organisation entstand, um eine wirtschaftliche Unabhängigkeit der osteuropäischen Mitgliedsstaaten vom Westen zu ermöglichen. Gegen Ende der 1950er Jahre begann man den RGW organisatorisch weiterzuentwickeln und erste internationale Wirtschaftspläne entstanden. Die wichtigste Unternehmung des RGW war zu dieser Zeit die von 1959 bis 1964 errichtete über 5000 Kilometer lange Erdölleitung Freundschaft.
Mit einer Erhöhung der Arbeitsnormen um zehn Prozent sollten wirtschaftliche Schwierigkeiten begegnet werden, doch kam es deshalb unter anderem zum Volksaufstand vom 17. Juni 1953. Seit den 1950er Jahren gab es den sogenannten Interzonenhandel, später „innerdeutscher Handel“ genannt, der zwischen der Bundesrepublik Deutschland und der DDR in Form eines Tauschhandels abgewickelt wurde. Bis zum 13. August 1961, dem Beginn des Baus der Berliner Mauer und der Verstärkung der Grenzbefestigung an der Innerdeutschen Grenze flüchteten viele Millionen Ostdeutsche nach Westdeutschland.

### Bipolare Welt

#### Bundesrepublik Deutschland

Wirtschaftswachstum in Deutschland von 1980 bis 2018

Mit dem Ende des Bretton-Woods-Systems 1973 und der Ölkrise im gleichen Jahr endete in Westdeutschland die Zeit des durchgehend hohen wirtschaftlichen Wachstums, der Staatsverschuldung von etwa 20 Prozent und der Vollbeschäftigung mit einer Arbeitslosenquote von unter zwei Prozent.
Die Automobilindustrie und die Informationstechnik entwickelten sich zu neuen industriellen Schlüsselindustrien, weshalb die öffentliche Hand große Investitionen in die Infrastruktur tätigte. So wurden beispielsweise aus dem 1973 erstmals aufgestellten Bundesverkehrswegeplan große Summen in den Fernstraßenbau investiert. In den 1990er Jahren wurde das leitungsgebundene Telefonnetz von der Deutschen Telekom digitalisiert und mehrere Mobilfunkbetreiber, darunter ein Tochterunternehmen der Deutschen Telekom, errichteten Mobilfunk-Netze für große Teilnehmerzahlen (siehe auch: Geschichte des Telefonnetzes, Versteigerung der UMTS-Lizenzen in Deutschland). Allerdings verkaufte die Bundesrepublik Deutschland ab 1996 fast komplett ihren Anteil an „T-Aktien“ der Deutschen Telekom.
Früher wichtige Branchen wie die Eisenbahn, die Schwerindustrie (s. a. Stahlkrise) und der Bergbau verloren an Bedeutung. Seit den 1960er Jahren änderte sich die deutsche Energiewirtschaft, es gab vermehrt Importkohle und Haushalte und Gewerbe gingen für die Kohleindustrie verloren. In der Folge musste beispielsweise der Ruhrbergbau die Förderung reduzieren. Der 1963 gegründete Rationalisierungsverband Ruhrbergbau begleitete die Schließung vieler Großzechen. Weitere Schritte waren der Hüttenvertrag von 1968, der Jahrhundertvertrag von 1975 und die Bildung der Ruhrkohle AG.
Obwohl die Textil- und Bekleidungsindustrie bis in die 1990er Jahre eine durch Importquoten geschützte Wirtschaftsbranche war, wurden arbeitsintensive Produktionsschritte zunehmend in Niedriglohnländer verlagert. Sogar im innerdeutschen Handel waren Textilien und Bekleidung 1987 mit 16,04 % wichtige DDR-Produkte. Der Strukturwandel in der Bundesrepublik verstärkte sich weiter als mit dem 1994 beschlossenen Welttextilabkommen die Handelsschranken schrittweise aufgehoben wurden. Für die westdeutsche Branche bedeutete dies, dass sie in neue Produkte investierte, wie beispielsweise Technische Textilien, und traditionelle Standorte, wie das Augsburger Textilviertel, das Pelzhandelszentrum in Frankfurt am Main oder die Schuhindustrie in Pirmasens, an Beschäftigung verloren. Während zu Beginn der 1960er Jahre in Westdeutschland noch 1,27 Millionen Menschen – überwiegend Frauen – in der Textil- und Bekleidungsindustrie beschäftigt waren, schrumpfte die Zahl in Deutschland auf 230.000 Personen im Jahr 2000. In der Schuhindustrie gingen zwischen 1975 und 1981 über die Hälfte aller Arbeitsplätze verloren. Die Gewerkschaft Leder und die Gewerkschaft Textil-Bekleidung fusionieren mit anderen Gewerkschaften. Bekannte deutsche Unternehmen der Branche sind Hugo Boss, Adidas, Puma, Brennet AG, Gütermann und weitere Unternehmen.
Der Dienstleistungssektor expandierte, so dass Deutschland als Dienstleistungsgesellschaft bezeichnet werden kann. Besonders erfolgreiche Branchen sind Versicherer, Banken und unternehmensnahe Dienstleister, aber auch die Freizeit- und Unterhaltungsindustrie. Die Industrialisierung von Dienstleistungen gewinnt an Bedeutung. Analog zur Taylorisierung in der Industrie, werden nun auch Dienstleistungen in einzelne Arbeitsschritte unterteilt und diese können entweder intern oder extern, hoch produktiv abgearbeitet werden. So beispielsweise das Telefonieren in Callcentern, das Sortieren von Briefen z. B. in Briefzentren der Deutschen Post AG oder einige Arbeitsschritte aus dem Bereich der Finanzdienstleistung in der sogenannten „Bankfabrik“. Im konsumnahen Dienstleistungssektor bedeutend ist die Selbstbedienung. So setzte sich im Einzelhandel der Supermarkt durch, Bargeld wird mit Geldautomaten bei der Bank abgehoben und in Schnellrestaurants bringt der Kunde seine Speisen, meist Fastfood, selbst zu Tisch. Diese Änderungen der Wirtschaftsstruktur können sogar aus früheren Kunden wirtschaftliche Konkurrent machen. Beispiele dafür sind im Handwerk das Heimwerken (der erste Baumarkt entstand um 1960) oder seit den 1990er Jahren in der Informationsbranche das Erstellen von User-Generated-Content.
Die Konsumausgaben privater Haushalte stiegen von 1970 bis 1990 von 191,29 Mrd. EUR auf 703,20 Mrd. EUR. Neben den Einnahmen der Privathaushalte stieg auch die Menge an Freizeit: Die 5-Tage-Woche wurde 1955/56 schrittweise eingeführt, die 40-Stunden-Woche 1965 und die 38,5-Stunden-Woche 1984. Seit Mitte der 1990er Jahre stieg die Wochenarbeitszeit in vielen Branchen allerdings wieder.
In den Regierungszeiten mit SPD-Beteiligung (Kabinett Kiesinger, Kabinette Brandt I und II, Kabinette Schmidt I, II und III, von 1966 bis 1982) waren Beteiligungen des Staates an Unternehmen gerne gesehen, da man wirtschaftliche Probleme zusammen mit Arbeitgebern und Gewerkschaften aktiv angehen wollte. 1970 wurden die deutsch-sowjetischen Röhren-Erdgas-Geschäfte unterzeichnet. In der Großen Koalition von 1966 bis 1969 wurde die „konzertierte Aktion“ von Minister Karl Schiller zur Überwindung der Wirtschaftskrise jener Jahre organisiert und mit dem Stabilitäts- und Wachstumsgesetz von 1967 wurde das Staatsziel des gesamtwirtschaftlichen Gleichgewichts konkretisiert. In der folgenden Regierungszeit von Helmut Kohl (Kabinette Kohl I, II, III, IV und V, von 1982 bis 1998) wurde der vom Bund gehaltene Besitz an vielen deutschen Großunternehmen verkauft, wie beispielsweise VEBA, VIAG, Volkswagen AG, Schenker AG, Salzgitter AG, Saarbergwerke, IVG Immobilien, Deutsche Telekom, Deutsche Bundespost. Auch das von der Treuhandanstalt nach der Wiedervereinigung übernommene Volkseigentum wurde bis 1994 privatisiert. Dagegen blieb der von den Bundesländern gehaltene Besitz an Unternehmen weitgehend im Staatsbesitz. So änderte sich beispielsweise im deutschen Bankwesen an dem „Drei-Säulen-Modell“ – private Geschäftsbanken, öffentlich-rechtliche Kreditinstitute und Genossenschaftsbanken – nichts.
Die unter dem Schlagwort „Europäischer Binnenmarkt“ propagierten „vier Grundfreiheiten“ wurden in der Europäischen Gemeinschaft über Jahrzehnte hinweg durch Rechtsangleichung zunehmend realisiert.

#### Deutsche Demokratische Republik

Bodenschätze und Industrie-Standorte der DDR, Stand August 1990

Ab 1962 gab es in der DDR die Einzelhandelskette Intershop mit dem Ziel „Westgeld“ zu erwirtschaften. Das „Neue Ökonomische System der Planung und Leitung“ wurde 1963 unter Walter Ulbricht eingeführt und galt bis 1967. Es sah Leistungsboni für Arbeiter sowie eine stärkere Flexibilität von Betrieben vor. 1965 begann man das Konzept etwas zu verändern, die staatliche Planung bekam wieder mehr Bedeutung und der Volkswirtschaftsrat (1961–1965) wurde zu Gunsten mehrere Industrieministerien aufgelöst. Das Ökonomische System des Sozialismus und das Konzept der strukturbestimmenden Aufgaben galt von 1967 bis 1971. Zum einen wurden die Reformen weiter verfolgt, zum anderen begann man aber die Elektroindustrie und den Werkzeugmaschinenbau besonders zu fördern. Im Juni 1971 verkündete Erich Honecker, nachdem er Ulbricht abgelöst hatte, auf dem VIII. Parteitag Verbesserungen für die Bevölkerung, wie der Erhöhung der Konsumgüterproduktion oder einem Wohnungsbauprogramm (genannt Einheit von Wirtschafts- und Sozialpolitik). Diese Maßnahmen waren nur zum Teil durch die Fortschritte der DDR-Wirtschaft finanzierbar, so dass die DDR sich zunehmend bei der Bundesrepublik verschuldete. Notwendig wurde dies auch, da westliche Produktionsanlagen für Export- und Konsumgüter gekauft wurden und nicht immer mittels Kompensationsgeschäften bezahlt werden konnten. Versucht wurde dieser zunehmenden Abhängigkeit entgegenzuwirken. Seit Mitte der 1970er Jahre wurde beispielsweise der Export gegen Devisen verstärkt, der 1966 eingerichtete Bereich Kommerzielle Koordinierung im Ministerium für Außenhandel ausgebaut, 1973 der Mindestumtausch für westdeutsche Besucher erhöht, eine Transitpauschale für den Verkehr zwischen Westdeutschland und West-Berlin vereinbart und den Häftlingsfreikauf forciert. Die Konzentration auf bestimmte Industrien wurde auch in den 1970er Jahren fortgesetzt, so dass in diesen Industrien moderne Maschinen vorhanden waren, während solche anderswo eher fehlten. In der zweiten Hälfte der 1970er Jahre erhöhte die Sowjetunion infolge der Ölkrise den Ölpreis für ihre osteuropäischen Abnehmer und 1979/1980 senkte sie sogar die an die DDR gelieferte Rohölmenge von 19,3 Mio. Tonnen auf 17,3 Mio. Tonnen. Die DDR reagierte darauf, indem sie petrolchemische Produkte, vor allem Benzin und Diesel, in den Westen exportierte und selber verstärkt auf Braunkohle (Lausitz und Region Halle/Leipzig), Atomstrom und Fernwärme zurückgriff. Die Förderung von Braunkohle stieg von 256 Mio. Tonnen (1980) auf 313 Mio. Tonnen (1985). Es wurde verstärkt in die Werke in Leuna und Bitterfeld investiert (VEB Leuna-Werke Walter Ulbricht und Chemiekombinat Bitterfeld).  Es gelang so die Deviseneinnahmen zu vergrößern und damit die Verschuldung im Westen zu verringern, aber ab Mitte der 1980er Jahre sank der Ölpreis wieder.
Der RGW wurde institutionell ausgebaut und die nationalen Wirtschaftspläne der Mitgliedsländer in Teilen aufeinander abgestimmt (Sozialistische ökonomische Integration). Die Mitgliedsländer strebten in einigen wirtschaftlichen Bereichen eine Spezialisierung an, so erhielten die Kernkraftwerke der DDR in Rheinsberg, Greifswald und Stendal sowjetische Reaktoren. Aus der Sowjetunion erhielt die DDR ebenfalls große Mengen an Erdöl und Erdgas. 1974 wurde die Lieferung von Gas und Erdöl gegen Bauleistung an einer Erdgasleitung vereinbart, der DDR fiel der Bau eines 550 Kilometer langen Bauabschnitts in der Ukraine zu, der Druschba-Trasse. Gas- und Erdöllieferungen wurden auch in späteren Jahren stets von den Abnehmerländern der Rohstoffe zum Teil durch den Bau von Pipelines bezahlt. Die DDR selber exportierte vorwiegend Industrie-, Konsum- und Elektronikgütern, beispielsweise Schiffe aus dem VEB Kombinat Schiffbau oder Datenverarbeitungs- und Büromaschinen aus dem VEB Kombinat Robotron. (s. a. weitere Kombinate)
Ab den 1960er Jahren warb die DDR zeitlich befristet und ohne Integrationsabsicht Vertragsarbeiter für Arbeitsbereiche wie der Leichtindustrie oder der Konsumgüterindustrie an. 1981 gab es etwa 24.000 Vertragsarbeiter und Ende 1989 etwa 94.000 Vertragsarbeiter, wobei zwei Drittel vietnamesischer Herkunft waren.
Der Außenhandel der DDR verlief zu etwa 70 % mit sozialistischen Ländern, zu etwa 25 % mit westlichen Industrieländern und zu etwa 5 % mit Entwicklungsländern. Beim Handel mit den sozialistischen Ländern fielen etwa 40 % auf den Handel mit der Sowjetunion und etwa 25 % auf die übrigen RGW-Staaten.

### Wiedervereinigung
Nach der deutschen Wiedervereinigung trat die Währungs-, Wirtschafts- und Sozialunion am 1. Juli 1990 in Kraft. Die Volkseigenen Betriebe wurden der Treuhandanstalt übergeben mit dem Ziel diese zu privatisieren oder zu schließen. Am 31. Dezember 1994 wurde die Treuhandanstalt aufgelöst, die verbliebenen Aufgaben auf mehrere Nachfolgegesellschaften verteilt und die angefallenen Schulden in den Erblastentilgungsfonds eingebracht.
Zur Finanzierung des sogenannten „Aufbau Ost“ wurden für die ostdeutschen Bundesländern der Fonds Deutsche Einheit und die Solidarpakte I und II vereinbart. Der Bund finanzierte sich wiederum zum Teil über den Solidaritätszuschlag. Darüber hinaus wurde die Neuverschuldung des Bundeshaushaltes stark erhöht und das soziale Sicherungssystem durch stark steigende Kosten wegen der etwa doppelt so hohen Arbeitslosigkeit im Osten belastet.
Die Infrastruktur in den „Neuen Bundesländern“ wurde nach der Wiedervereinigung verbessert, wovon die ostdeutsche Bauindustrie bis Mitte der 1990er Jahre profitierte. Die Produktivität je Arbeitnehmer stieg, doch die Lohnstückkosten waren lange Zeit erheblich höher als in Westdeutschland. Gleichzeitig dauerte der Angleichungsprozess zwischen Ost und West länger als ursprünglich angenommen an (siehe auch Blühende Landschaften), weshalb auch die hohen Arbeitslosenzahlen und die Abwanderung der Bevölkerung noch weitere Jahre anhielt.
Die Bundesregierung veröffentlicht seit 1997 einen jährlichen Jahresbericht der Bundesregierung zum Stand der Deutschen Einheit.

### Globalisierung und globale Krisen

Entwicklung der Brutto- und Reallöhne in Deutschland

Zinssätze auf deutsche Langzeitanleihen. Der niedrige Zinssatz begünstigt die Konsolidierung der Staatsfinanzen.

Seitdem zunehmend Verlagerungen von internationalen Unternehmen aus Deutschland weg beobachtet werden, wird die Globalisierung kontrovers diskutiert. Es wird thematisiert, inwiefern Deutschland mit seiner exportorientierten Wirtschaft profitiert oder ob durch Outsourcing Arbeitsplätze abgebaut werden und welche Gruppen profitieren oder nicht profitieren können. Die lange Zeit ungenügende politische Antwort auf die Globalisierung zeigte sich in der steigenden Arbeitslosenquote, die in der Spitze im Jahr 2005 13 Prozent für Gesamtdeutschland und 20,6 Prozent für die Neuen Länder einschließlich Berlin erreichte.
Eine wirtschaftspolitische Maßnahme war die Schaffung der Europäischen Wirtschafts- und Währungsunion 1999. Mit der Eurozone, also der Währungsunion der Mitgliedstaaten der Europäischen Union, entfiel beispielsweise die Wechselkursunsicherheit in großen Teilen Europas.
Eine Reaktion auf die schwierige Situation am Arbeitsmarkt war, dass die Anzahl der Selbstständigen stieg, beispielsweise im Zeitraum von 1991 bis 1998 um 18,3 %. In diesem Zusammenhang ist auch der Begriff der neuen Selbstständigkeit entstanden.
Damit gering qualifizierte Arbeitnehmer in Deutschland mit vergleichbaren Arbeitnehmern in Schwellenländern erfolgreich um einen Arbeitsplatz konkurrieren konnten, wollte die Politik den Niedriglohnsektor fördern und ausbauen. Es wurden verschiedene Kombilohn-Modelle und Mindestlohn-Modelle diskutiert, in Modellprojekten getestet und auch umgesetzt. Gewerkschaften und Arbeitgeber fügten seit 2004 Öffnungsklauseln in Tarifverträgen ein und mit der Agenda 2010 und dem Hartz-Konzept wurden das Sozialsystem und der Arbeitsmarkt, zwischen 2003 und 2005, vom Kabinett Schröder II wesentlich geändert. Es entstanden auch neue Begriffe wie „Ich-AG“ und „Aufstocker“. Ersteres sind von Arbeitslosen gegründete Unternehmen, die der Staat fördert, und Letzteres sind Personen mit einem Einkommen unter der Grundsicherung, die vom Staat Arbeitslosengeld II bekommen. Des Weiteren wurden mit der Greencard von 2000 bis 2004 etwa 20.000 IT-Experten von außerhalb der EU nach Deutschland gelockt, da sich im Zuge der Euphorie um die New Economy und des explosionsartigen Wachstums des Börsensegments Nemax in den Jahren 1997 bis 2000 (Dotcom-Blase) ein Bedarf an diesen Fachleuten gezeigt hatte. Die EU beschloss 2009 eine Richtlinie, wonach hochqualifizierten Drittstaatsangehörigen ein Aufenthalt in der EU ermöglicht werden soll. Deutschland setzte die Regelung für die Blaue Karte EU im August 2012 um. In den ersten sechs Monaten erhielten 4126 Menschen daraufhin einen Aufenthaltstitel für Deutschland. 2015 wurde der allgemeine Mindestlohn in Höhe von 8,50 Euro brutto je Zeitstunde eingeführt. Eine ständige Mindestlohnkommission, bestehend aus wissenschaftlichen Mitgliedern und Vertretern der Arbeitnehmer- und Arbeitgeberseite, soll Anpassungen festlegen. Auf der anderen Seite stand der Wunsch deutscher Unternehmen, viele gut ausgebildete Arbeitnehmer zu Kosten unterhalb des deutschen Lohnniveaus zu beschäftigen, weshalb enge Lieferbeziehungen zu Tschechien, Ungarn, Polen und Slowenien aufgebaut wurden. So entstand beispielsweise ab 1994 in Győr (Ungarn) ein wichtiger Standort zur Fertigung von Automotoren für Audi. Dieses Tochterunternehmen war 2008 der zweitgrößte Exporteur Ungarns. Die Situation ist ähnlich in Tschechien, wo Škoda Auto, eine Tochtergesellschaft von VW, 2006 der größte Exporteur des Landes war. In Greer (South Carolina) in den USA produziert die BMW US Manufacturing Company Fahrzeuge, die zu 70–80 % exportiert werden, und ist damit der größte Exporteur von Autos in den USA. Die Direktinvestitionen von deutschen Unternehmen in China erreichten 2010 einen kumulierten Bestand von fast 18 Milliarden US-Dollar.
Die Arbeitslosenquote fiel im Dezember 2007 auf 8,1 % und im November 2008 auf 7,1 %. Seit 2008 wird zunehmend nach dem Arbeitnehmer-Entsendegesetz durch Verhandlungen von Gewerkschaften und Arbeitgeberverbänden für einzelne Wirtschaftszweige ein unterschiedlich hoher Mindestlohn vereinbart.
2007 entstand aus der vorwiegend westdeutschen WASG und der vorwiegend ostdeutschen PDS eine erfolgreiche gesamtdeutsche Partei der politischen Linken: Die Linke. Mit dieser Verschiebung des deutschen Parteiensystems zerbrach der Konsens in der Politik, eine marktliberale Wirtschaftspolitik zu betreiben.
Seit Anfang der 2000er Jahre erlebt die Wirtschafts- und Arbeitswelt weltweit eine „Digitale Revolution“, die maßgeblich von den Vereinigten Staaten und China ausgeht. Es werden neuartige IT-Produkte entwickelt, wie beispielsweise Legal-Tech in der Rechtsberatung und Fin-Tech in der Finanzindustrie. In Deutschland wurde der Begriff „Industrie 4.0“ erfunden, der die Digitalisierung der industriellen Produktion benennt. Beispielsweise bieten Siemens seit 2017 MindSphere, Bosch die Bosch IoT Suite und seit 2017 die Software AG und mehrere Maschinen- und Anlagenbauer Adamos an. Mit diesen industriellen IoT-Plattformen können Sensordaten von Maschinen und Industrieanlagen mit Kunden und Lieferanten geteilt oder mittels eigener oder gemieteter Software für beliebige Zwecke (z. B. vorausschauende Wartung) genutzt werden. Für die Automobilindustrie wichtige Neuerungen sind IT-Dienstleistungen im Auto, basierend auf der sogenannten „Car-IT“. Beispiele hierfür sind Android Auto von Google und CarPlay von Apple, die beide das Smartphone mit dem Infotainmentsystem des Autos verbinden, sowie die neuen Auto-Betriebssysteme Android Automotive von Google, MB.OS von Mercedes-Benz und vw.os von Volkswagen mit dem konzerneigenen App Store. Volkswagen hat beim Modell VW ID.3 einzelne Teile des vw.os bereits zur Anwendung gebracht. Eine gänzlich neuartige IT-Dienstleistung ist der Mobility Data Space, bei dem seit Januar 2022 die Mitglieder Mobilitätsdaten teilen können. Es gibt auch im Endkundengeschäft tätige deutsche Plattformen, z. B. Delivery Hero (Essen), Zalando (Schuhe und Mode) und Otto Group (Mode und Lifestyle), und im Geschäft mit Geschäftskunden Plattformen wie AUTO1 Group (Gebrauchtwagen) und Wucato (Handwerks- und Industriebedarf). Mit dem Aufkommen dieser Plattformen seit 2009 entstand der Begriff „Gig Economy“. Gemeint ist damit die durch Plattformen vermittelte Arbeit an meist nicht dort angestellte Auftragnehmer.
Deutschland war über mehrere Jahre „Exportweltmeister“, zuletzt 2008 mit 1,47 Billionen US-Dollar (China damals: 1,43 Billionen Dollar).
Die externe Finanzierung von Unternehmen erfolgt in Deutschland traditionell über eine Hausbank, doch zunehmend steigt die Bedeutung des internationalen Kapitalmarktes etwa durch die Ausgabe von Aktien oder Unternehmensanleihen an institutionelle Anleger. Dieser Vorgang löste in der Politik beispielsweise die Heuschreckendebatte im April und Mai 2005 aus. Allerdings gingen dem Maßnahmen seitens der Regierung von Gerhard Schröder (1998 bis 2005) zum Abbau von Kapitalverflechtungen zwischen deutschen Unternehmen voraus, wie der in der Steuerreform 2000 vom Kabinett Schröder I beschlossene steuerfreie Verkauf von Unternehmensbeteiligungen. Ein Schlüsselereignis war der Kauf der Mannesmann AG durch eine spektakuläre feindliche Übernahme Anfang 2000; - es folgten der Verkauf von Teilen des Unternehmens und der Mannesmann-Prozess in den Jahren 2004 bis 2006.
Die Weltfinanzkrise (s. a.: chronologischer Verlauf) führte zur Offenlegung der schlechten finanziellen Situation einiger deutscher Banken, im Besonderen einiger Landesbanken, der IKB Deutsche Industriebank und der Hypo Real Estate, und veranlasste die Bundesregierung, in Person von Bundeskanzlerin Angela Merkel und Finanzminister Peer Steinbrück (beide waren seit 2005 im Amt), im Oktober 2008 zu der politischen Absichtserklärung, die Sparguthaben auf allen deutschen Banken zu garantieren. Wenige Tage später beschloss das Kabinett Merkel I die Gründung des Finanzmarktstabilisierungsfonds (FMS). Das Bundeskabinett verabschiedete am 5. November 2008 ein „Maßnahmenpaket“ und am 14. Januar 2009 das „Konjunkturpaket II“. In den Wahlperioden 2005/09 und 2009/13 wurden von der Bundesregierung weitere die Wirtschaft fördernde Gesetzesänderungen beschlossen, trotzdem entwickelte sich das Bruttoinlandsprodukt 2009 mit −5,1 % negativ. Parallel zu den Wachstumspaketen führte Finanzminister Peer Steinbrück Anfang 2009 die sogenannte „Schuldenbremse“ ein. Im Verlauf der Finanzkrise übernahm der SoFFin eine Beteiligung an der Commerzbank, und die Hypo Real Estate wurde verstaatlicht (s. a.: FMS Wertmanagement), weshalb ein parlamentarischer Untersuchungsausschuss eingesetzt wurde. Am Arbeitsmarkt wirkte sich die Krise so aus, dass im Mai 2009 die Inanspruchnahme der Kurzarbeit für über 1½ Millionen Arbeitnehmer ihren Höhepunkt erreichte. Als ebenfalls bedeutend zeigte sich die in den Jahren zuvor vergrößerte Flexibilität der Arbeitszeit, beispielsweise durch Konzepte wie Arbeitszeitkonten. Die Arbeitslosenzahl erhöhte sich im Verlauf der Finanzkrise deshalb nur gering, wohingegen die Arbeitszeit je Beschäftigten von Anfang 2008 bis Ende 2009 um etwa 5 Prozent sank. 2010 setzte der Aufschwung am Arbeitsmarkt wieder ein, so dass im Oktober 2010 die Zahl der registrierten Arbeitslosen auf unter drei Mio. oder 7,0 Prozent zurückging. Einige Gründe dafür sind, dass seit Einführung des Arbeitslosengeldes II im Jahr 2005 viele bereit sind, auch einen schlechter bezahlten Arbeitsplatz anzunehmen oder bei einem Zeitarbeitsunternehmen zu arbeiten. So waren im August 2010 754.700 Menschen bei Zeitarbeitsunternehmen beschäftigt, gegenüber 453.400 Menschen im Juni 2005.
2009/10 begann die griechische Staatsschuldenkrise, die sich im Frühjahr 2010 zur Eurokrise ausweitete. Das äußerte sich unter anderem darin, dass auf Druck der Bundesregierung (Kabinett Merkel II) unter anderem ein „Euro-Rettungsschirm“ eingerichtet wurde und dass sich an den Märkten das in früheren Jahren relativ einheitliche Zinsniveau für EU-Staatsanleihen bis 2013 stark auseinander bewegte. Da deutsche Staatsanleihen als sehr sicher gelten, konnten die zu zahlenden Zinsen stark reduziert werden; zeitweilig waren Anleger bereit, für einige Kurzläufer sogar negative Nominalzinsen zu akzeptieren. Negative Realzinsen (Marktzins liegt unterhalb der Inflationsrate) sind für deutsche Staatsanleihen bei fast allen Laufzeiten zur neuen Normalität geworden, wobei die Rendite zehnjähriger Bundesanleihen im August 2014 erstmals unter 1,0 % lag (bei einer Inflationsrate von 0,8 % im Juli 2014). Die Marktlage ist bei soliden deutschen Unternehmensanleihen ähnlich. Als die EZB am 9. März 2015 ein Programm zur quantitativen Lockerung begann, war die Inflationsrate (wegen des Ölpreisverfalls) und die Rendite der deutschen Staatsanleihen bei vielen Laufzeiten negativ geworden. Im August 2019 waren bei dann wieder positiver Inflationsrate (1,7 % im Juli 2019) selbst 30-jährige Bundesanleihen negativ geworden, 10-jährige Bundesanleihen rentierten mit −0,495 %. Große Kapitalanleger zahlen Zinsen an die Bank. Erst im Dezember 2021 und im Januar 2022 änderte sich diese Situation und die Rendite der Bundesanleihen wurde positiv. Bei einem Anstieg der Inflation auf beispielsweise 5,2 % im November 2021 bedeutete dies jedoch, dass sich die negative Differenz zwischen Inflation und Zinssatz noch weiter ausgeweitet hat (siehe Finanzielle Repression).
Zur Koordinierung der Wirtschaftspolitik der EU-Länder wurde 2011 das sogenannte Europäische Semester eingeführt, das der Europäischen Kommission ermöglicht, die nationalen Haushalts- und Reformentwürfe zu überprüfen, bevor diese von den nationalen Parlamenten beschlossen werden. Eine weitere Folge der Krise war ein starker Zuzug meist gut ausgebildeter Süd- und Südosteuropäer in die Boomregionen Deutschlands und ein Immobilienboom in einigen Großstädten und mittelgroßen Städten. Der 2013 gegründete Ausschuss für Finanzstabilität berichtete unter anderem, dass 2013 in sieben Großstädten die Preise für Wohnimmobilien um 9,0 % stiegen und in 125 weiteren deutschen Städten um 6,3 %.
Das Kabinett Merkel III beschloss das von Bundesarbeitsministerin Andrea Nahles (SPD) erarbeitete, ab dem 1. Januar 2015 gültige Mindestlohngesetz. Um den Preisanstieg am Wohnungsmarkt zu dämpfen, wurden unter anderem das Bestellerprinzip für Immobilienmakler und die „Mietpreisbremse“ eingeführt. Es gelang Bundesfinanzminister Wolfgang Schäuble (CDU) einen ausgeglichenen Bundeshaushalt („schwarze Null“) von 2014 bis 2017 zu erreichen. Seinem Nachfolger im Kabinett Merkel IV, Bundesfinanzminister Olaf Scholz (SPD), gelang das 2018 ebenfalls, doch der sich Ende 2018 abzeichnende Wirtschaftseinbruch hatte die Fortsetzung beendet. Dennoch wurde erwartet, dass die Schuldenstandsquote Deutschlands Ende 2018 / Anfang 2019 auf weniger als 60 % des BIP (Maastricht-Kriterien) sinken würde.
Nach dem Atomausstieg vom 14. Juni 2000 (Kabinett Schröder I), der 2010 vom Kabinett Merkel II erst „gebremst“ und nach der Nuklearkatastrophe von Fukushima am 14. März 2011 wieder „beschleunigt“ wurde, beschloss das Kabinett Merkel III am 16. Juni 2017 den Fonds zur Finanzierung der kerntechnischen Entsorgung im Umfang von 24,1 Milliarden Euro. Das Geld wurde von den vier deutschen Kernkraftwerk-Betreibern aufgebracht.
Die Flüchtlingskrise in Deutschland 2015/2016 und Flüchtlingskrise in Europa 2015/2016 bestimmte ab Sommer 2015 die gesamte deutsche Öffentlichkeit. Herkunftsländer der Flüchtlinge waren der Westbalkan und die Bürgerkriegsländer Syrien (s. a.: Bürgerkrieg in Syrien), Irak und Afghanistan sowie weitere Länder. 2016 führten die Bundesregierung und die Länder für arbeitssuchende Menschen vom Westbalkan befristet bis zum Ende des Jahres 2020 einen erleichterten Zugang zum deutschen Arbeitsmarkt ein. Für das Jahr 2018 wurden beispielsweise rund 21.000 Anträge auf Visa zur Erwerbstätigkeit erteilt.
Weitere große Themen sind der Strukturwandel in der chinesischen Wirtschaft, einem immer wichtiger werdenden Handelspartner, der EU-Austritt des Vereinigten Königreichs und der weltweite VW-Abgasskandal. Neben diverser Geldstrafen vereinbarte VW den Aufbau eines nationalen Ladesäulennetzwerkes für Elektroautos in den USA (Electrify America).
Nach der Übernahme der Kuka AG, der versuchten Übernahme von Aixtron und ähnlichen Vorgängen durch chinesische Unternehmen, verschärfte die Bundesregierung im Sommer 2017 die Außenwirtschaftsverordnung derart, dass das BMWi mehr Rechte bei derartigen Unternehmenserwerbungen durch Nicht-EU-Investoren bekommen hat. Der Schwerpunkt der Gesetzesänderung liegt dabei auf Unternehmen, die mit kritischen Infrastrukturen befasst sind.
US-Präsident Donald Trump führte von 2018 bis 2020 einige wirtschaftspolitische Auseinandersetzungen mit ausländischen Regierungen (z. B. Kanada, Mexiko, EU, Japan, Südkorea, VR China).
Trumps Nachfolger Joe Biden führt den Handelskonflikt mit der VR China weiter, worunter weltweit viele Unternehmen leiden, darunter auch deutsche.

### Seit 2020

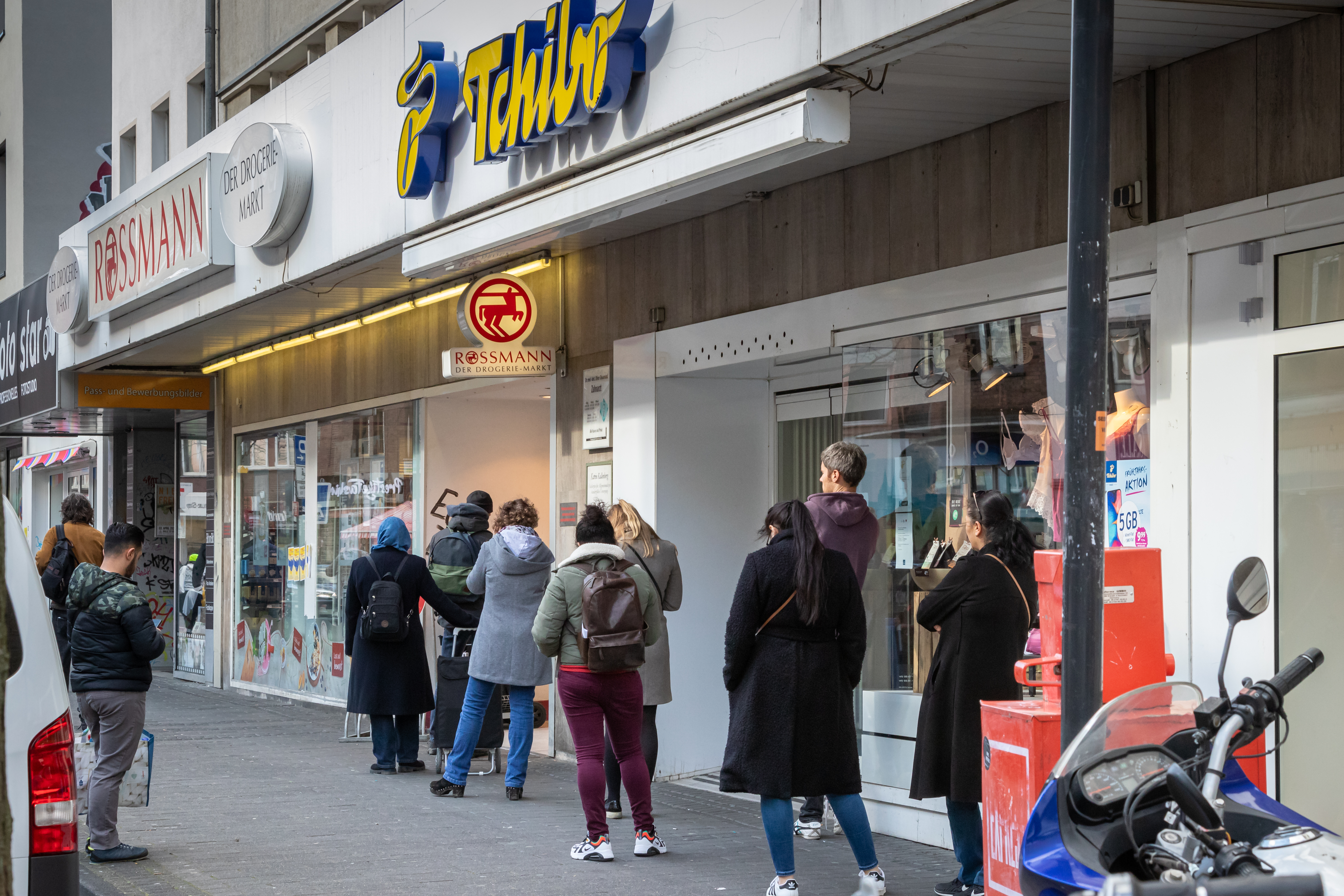
Einkaufen während der COVID-19-Pandemie (Foto vom 21. März 2020)

Zum Jahresende 2019 begann ausgehend von der VR China die COVID-19-Pandemie. Sie erreichte Deutschland am 27. Januar 2020. Ab Herbst 2020 waren Impfstoffe verfügbar, auch vom deutschen Unternehmen Biontech. Maßnahmen gegen die Pandemie in Deutschland waren beispielsweise Ausgangsbeschränkungen, temporäre Geschäftsschließungen, die weitgehende Einstellung des Tourismus und des Luftverkehrs, sowie die Absage aller Großveranstaltungen. Diese und vergleichbare Maßnahmen in anderen Ländern verursachten eine Wirtschaftskrise in Deutschland. Das Kabinett Merkel IV beschloss umfangreiche Hilfsprogramme. Im März und bis zum 26. April 2020 wurde für bis zu 10,1 Millionen Personen Kurzarbeitergeld beantragt, bei etwa 45 Millionen Erwerbstätigen. Laut ifo Institut waren im Mai 7,3 Millionen Beschäftigte in Kurzarbeit, davon 2,4 Millionen in wirtschaftsnahen Dienstleistungen, 2,2 Millionen in der Industrie und 1,3 Millionen im Handel. Die Europäische Zentralbank (EZB) legte das Hilfsprogramm PEPP im Umfang von 1,35 Billionen Euro auf und die EU hat unter anderem einen Wiederaufbaufonds von 750 Milliarden Euro beschlossen. Seit dem Frühjahr 2021 leiden Unternehmen und Verbraucher wegen der wieder anziehenden Wirtschaftsentwicklung unter Lieferengpässen. So fehlen beispielsweise Halbleiter für die Automobilindustrie, aber auch Vorprodukte, in die Halbleiter eingebaut werden, sind nicht in ausreichenden Mengen lieferbar. Außerdem ist der See-Transport von Containern zu einem Flaschenhals bei Produktions- und Handelsunternehmen geworden.
Im Juni 2020 bekam die Insolvenz von Wirecard mediale und politische Aufmerksamkeit. Wirecard war ein Zahlungsabwickler und Finanzdienstleister und seit September 2018 im Aktienindex DAX.
Diskutiert wurde die Rolle der BaFin, der Wirtschaftsprüfungsunternehmen und des Aufsichtsrates sowie die Frage, warum sie jahrelang das kriminelle Handeln des Vorstandes nicht bemerkten.
Aufgrund ausbleibender russischer Erdgaslieferungen infolge der wegen des russischen Überfalls auf die Ukraine verhängten Sanktionen gegen Russland begann die Bundesregierung (Kabinett Scholz), systemkritische Rohstoff-Abhängigkeiten von Russland zu verringern. Infolge des sich anbahnenden Taiwan-Konflikts suchte das Wirtschaftsministerium nach Wegen, auch Abhängigkeiten von der Volksrepublik China zu verringern.
Im Januar 2023 teilten mehrere prominente Wirtschaftsinstitute mit, aufgrund der demografischen Entwicklungen in Deutschland ein Jahrzehnt geringen Wachstums zu erwarten.